# Rosa (botanica)
Rosa L., 1753 è un genere della famiglia delle Rosacee che comprende oltre 250 specie, diffuse in Nord America, Europa, Africa e Asia. È l'unico genere della tribù Roseae Lam. & DC. (sottofamiglia Rosoideae).
Comprende specie cespugliose, sarmentose, rampicanti, striscianti, arbusti e alberelli a fiore grande o piccolo, a mazzetti, pannocchie o solitari, semplici o doppi, frutti ad achenio contenuti in un falso frutto (cinorrodo); le specie spontanee in Italia sono oltre 30, di cui ricordiamo la R. canina (la più comune), la R. gallica (poco comune nelle brughiere e luoghi sassosi), la R. glauca (frequente sulle Alpi), la R. pendulina o R. alpina (comune sulle Alpi e l'Appennino settentrionale) e la R. sempervirens.

## Etimologia

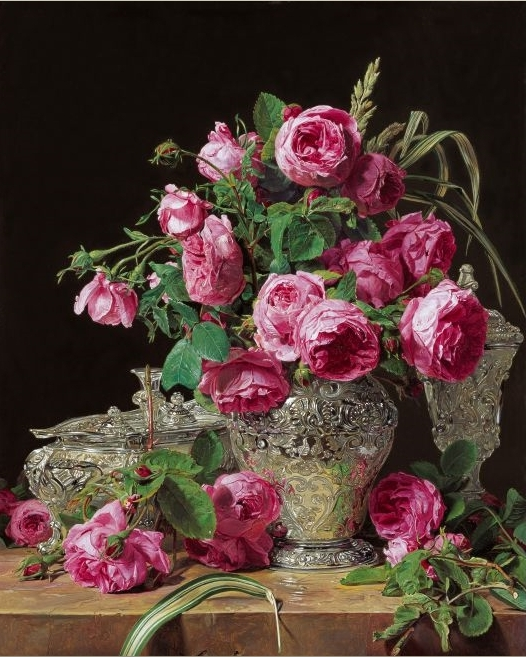
Ferdinand Georg Waldmüller,
Rose, 1843, olio su tavola, Collezione Liechtenstein

Il nome generico deriva dal latino rosa, con tradizione dotta o semidotta (assenza di dittongo ascendente -uo- e pronuncia sonora della -s- anche nella parlata toscana), forse perché la tradizione della coltivazione di rose si era interrotta nell'Alto Medioevo ed era iniziata di nuovo in età carolingia. Il latino rosa non è di origine indoeuropea, anche se ci sono collegamenti con il greco antico Ϝρόδον wródon e l'iranico *wr̻d- (cfr. persiano gul), da cui l'armeno vard. È probabile un'origine mediterranea della parola, da una forma approssimativa wr(o)d(ya)-. Rosa è poi passato al celtico insulare (irlandese rós) e al germanico (anglosassone róse, alto tedesco antico rosa).
(William Shakespeare,  Romeo e Giulietta, Giulietta: atto II, scena II)

## Tipi di rose
Rose botaniche

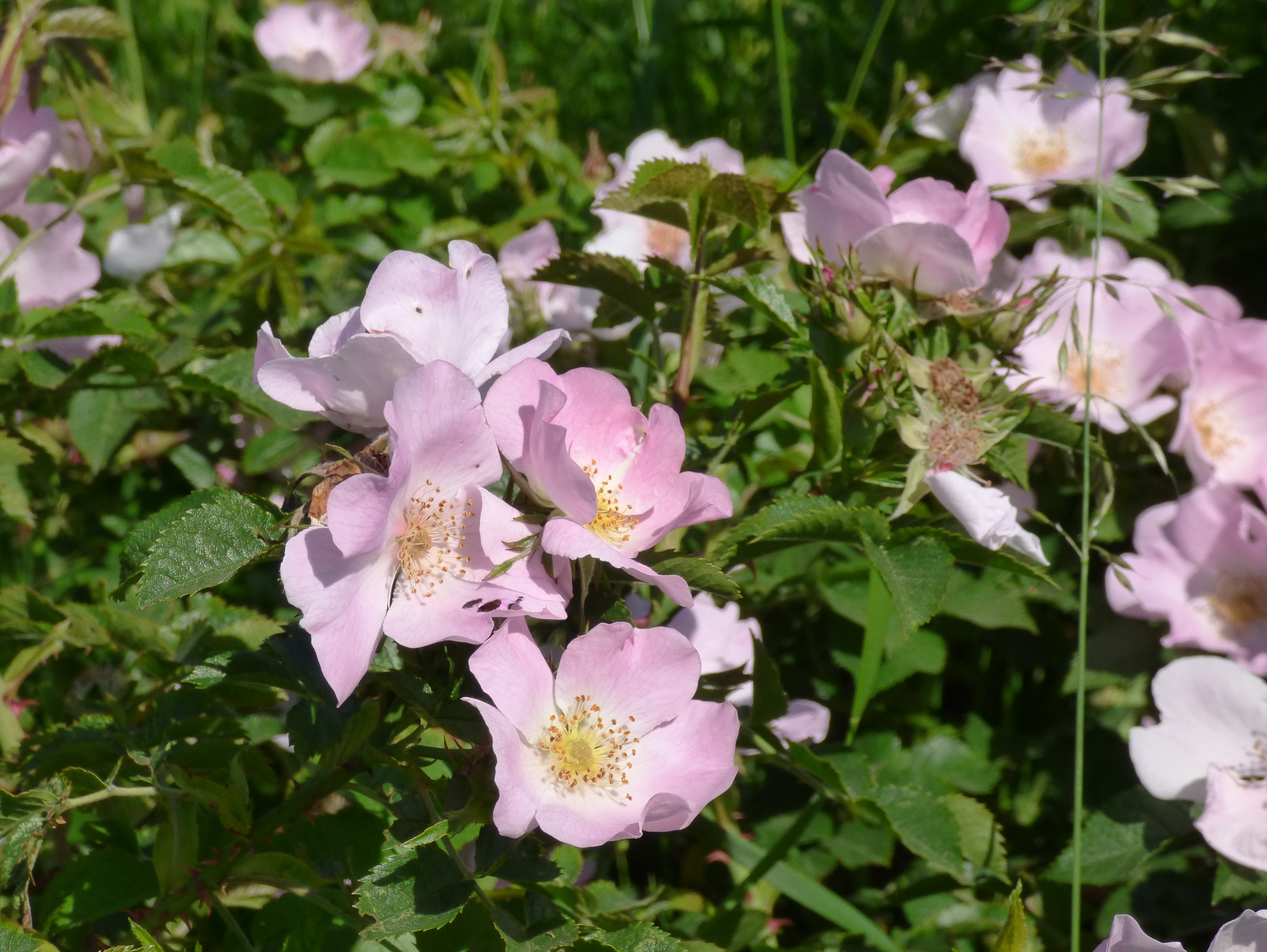
Rosa canina

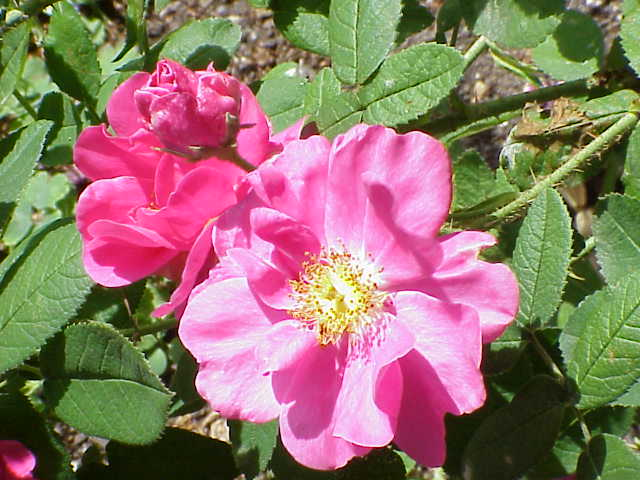
Rosa gallica var. "Officinalis" (Conosciuta dal XIII secolo).

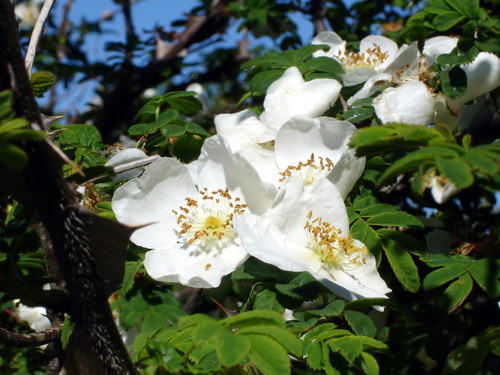
Rosa sericea omeiensis pteracantha

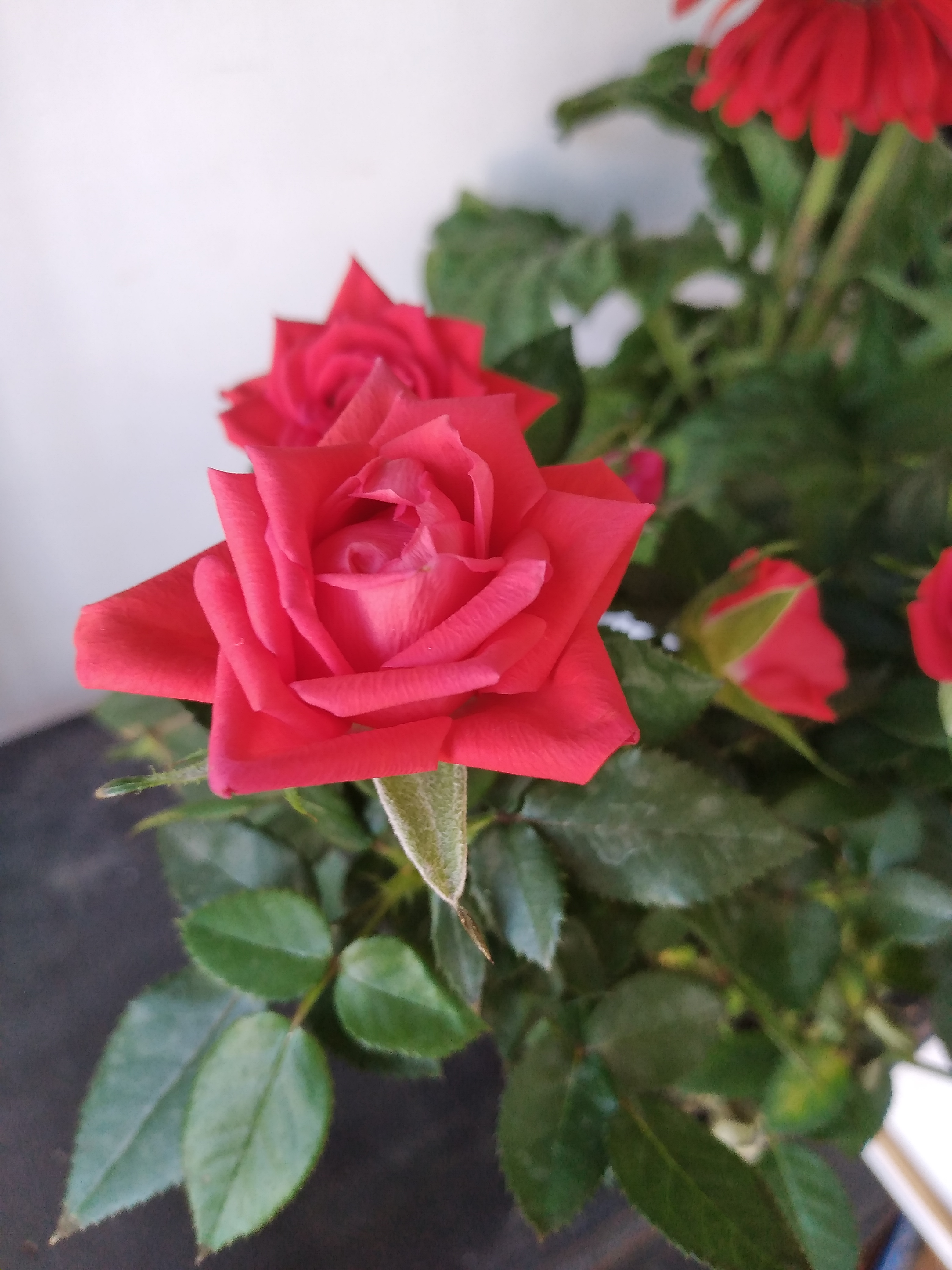
Rosa piccola in vaso

Rose che crescono spontanee, quasi sempre non rifiorenti. Producono molti polloni dando vita a cespugli aggrovigliati, con rami lunghi e flessibili. I fiori sono nelle tonalità del bianco e del rosa, solo nelle Foetida possono essere anche gialli. Tra le specie più note:
- Rosa arvensis
- Rosa canina
- Rosa gallica
- Rosa glauca
- Rosa foetida
- Rosa macrantha
- Rosa moyesii
- Rosa sericea
- Rosa spinosissima
- Rosa laevigata

Rose antiche

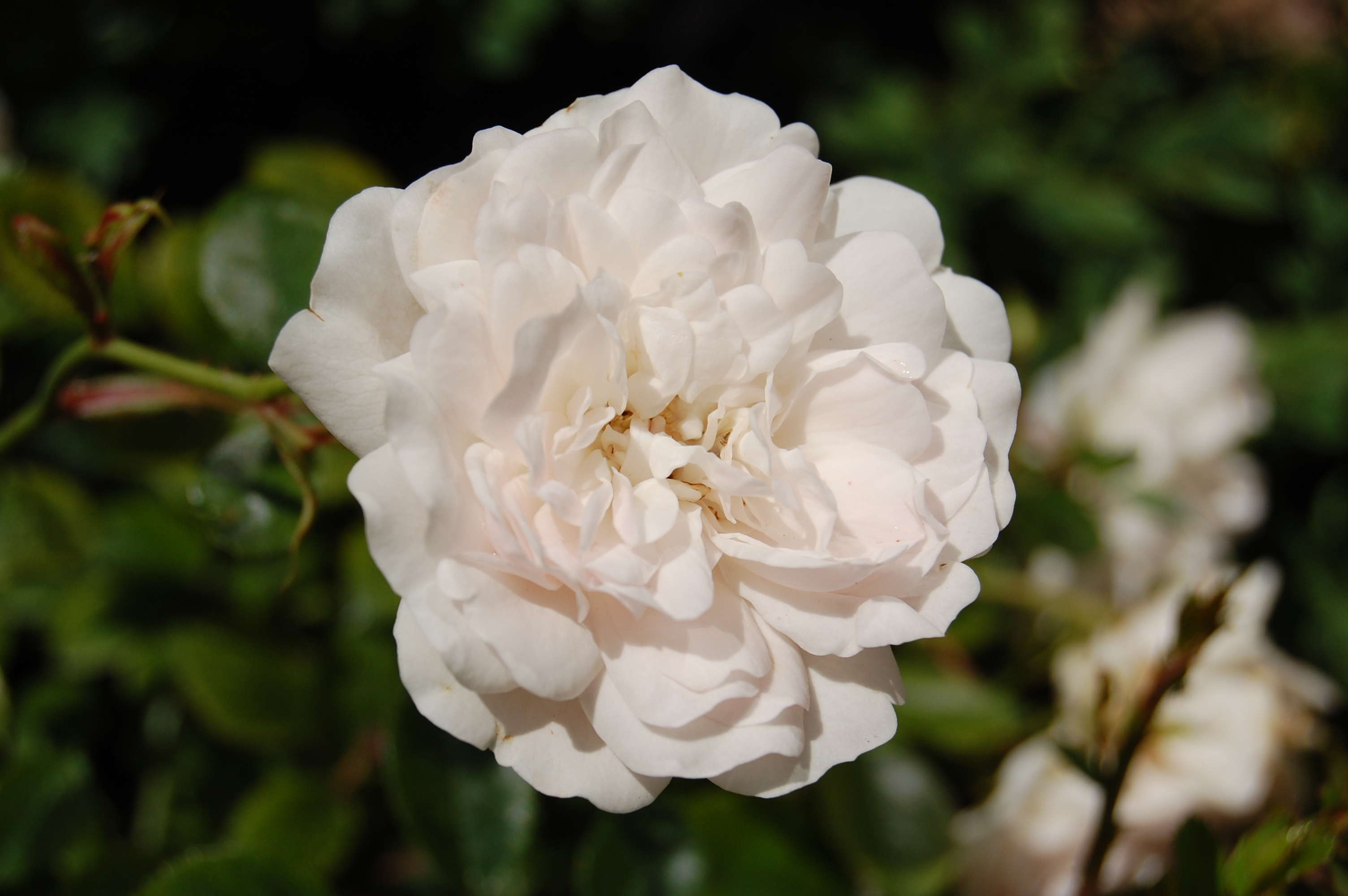
Rosa alba "Maiden's Blush" (1400)

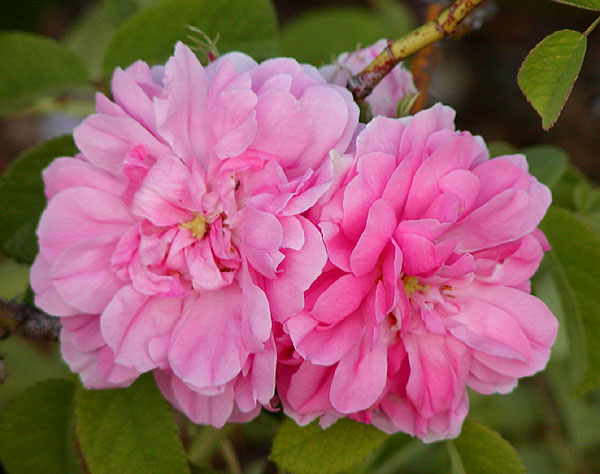
Rosa bifera "Quatre Saisons Continue". (prima del 1633)

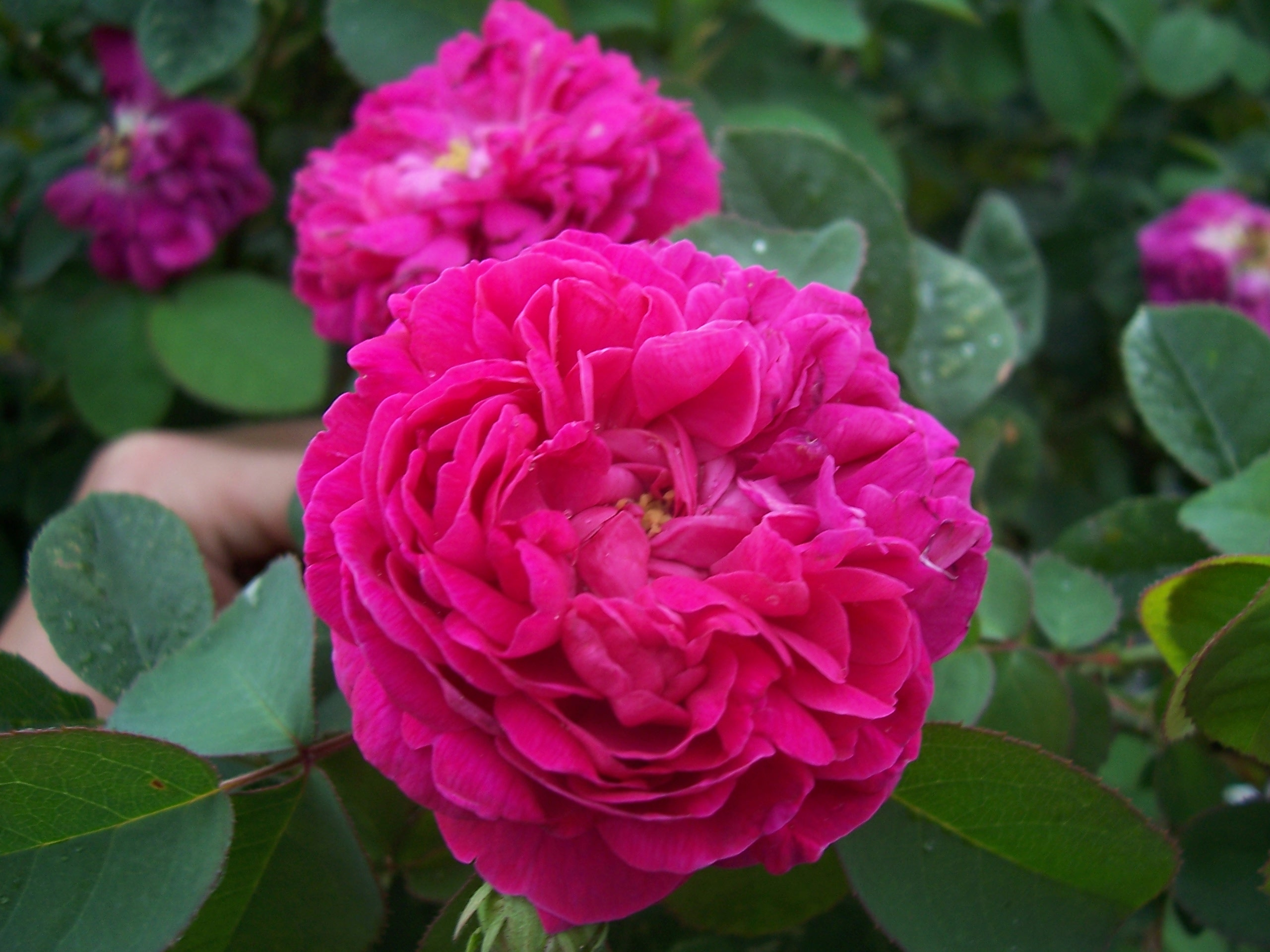
Rosa Lanchester 'Rose de Rescht', (prima del 1840 - Iran o Persia)

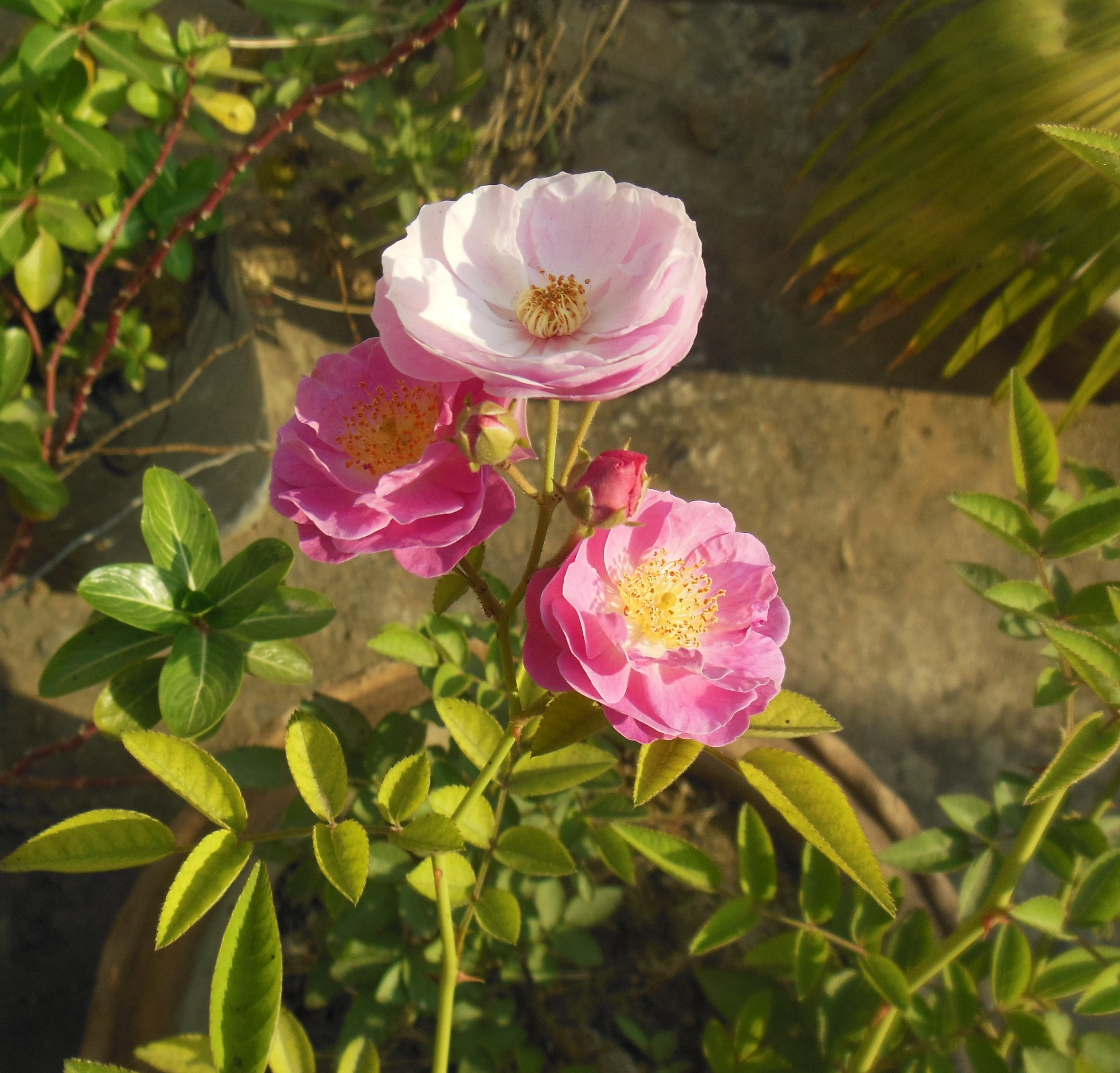
Rosa rubiginosa.

Le rose antiche vengono classificate in base a parametri storici, botanici e genetici, con talvolta risultati discordanti a causa dell'origine spesso incerta. Le denominazioni indicate per i gruppi sono quelle utilizzate da Edward A. Bunyard in Old Garden Roses, del 1978, mentre tra parentesi è indicato il nome della specie capostipite. I colori delle rose antiche vanno dal bianco a tutte le tonalità di rosa, fino al cremisi e violetto. Spesso la fioritura è unica, ma opulenta.
- Rosa Alba (R. alba)
- Rosa Ayrshire (R. arvensis)
- Rosa Banksian (R. banksiae)
- Rosa Bourbon (R. bourboniana)
- Rosa Boursault (R. pendulina x R. chinensis)
- Rosa Burnet (R. spinosissima)
- Rosa Centifolia (R. centifolia)
- Rosa Chinensis (R. chinensis)
- Rosa Damask o Damasco (R. × damascena)
- Rosa Sempervirens (R. sempervirens)
- Rosa Microphylla (R. microphylla)
- Rosa Muscosa o Moss (R. centifolia muscosa)
- Rosa Muschiata (R. moschata)
- Rosa Noisette (Rosa × noisettiana - R. moschata x R. chinensis)
- Rosa Persian (R. hemispherica, R. foetida, R. × harrisonii)
- Rosa Polyantha (R. multiflora)
- Rosa Portland (R. portlandica)
- Rosa Praire (R. setigera)
- Rosa Sweet Briar (R. rubiginosa)
- Rosa Rugosa (R. rugosa)
- Rosa Tea (R. tea)

Rose moderne

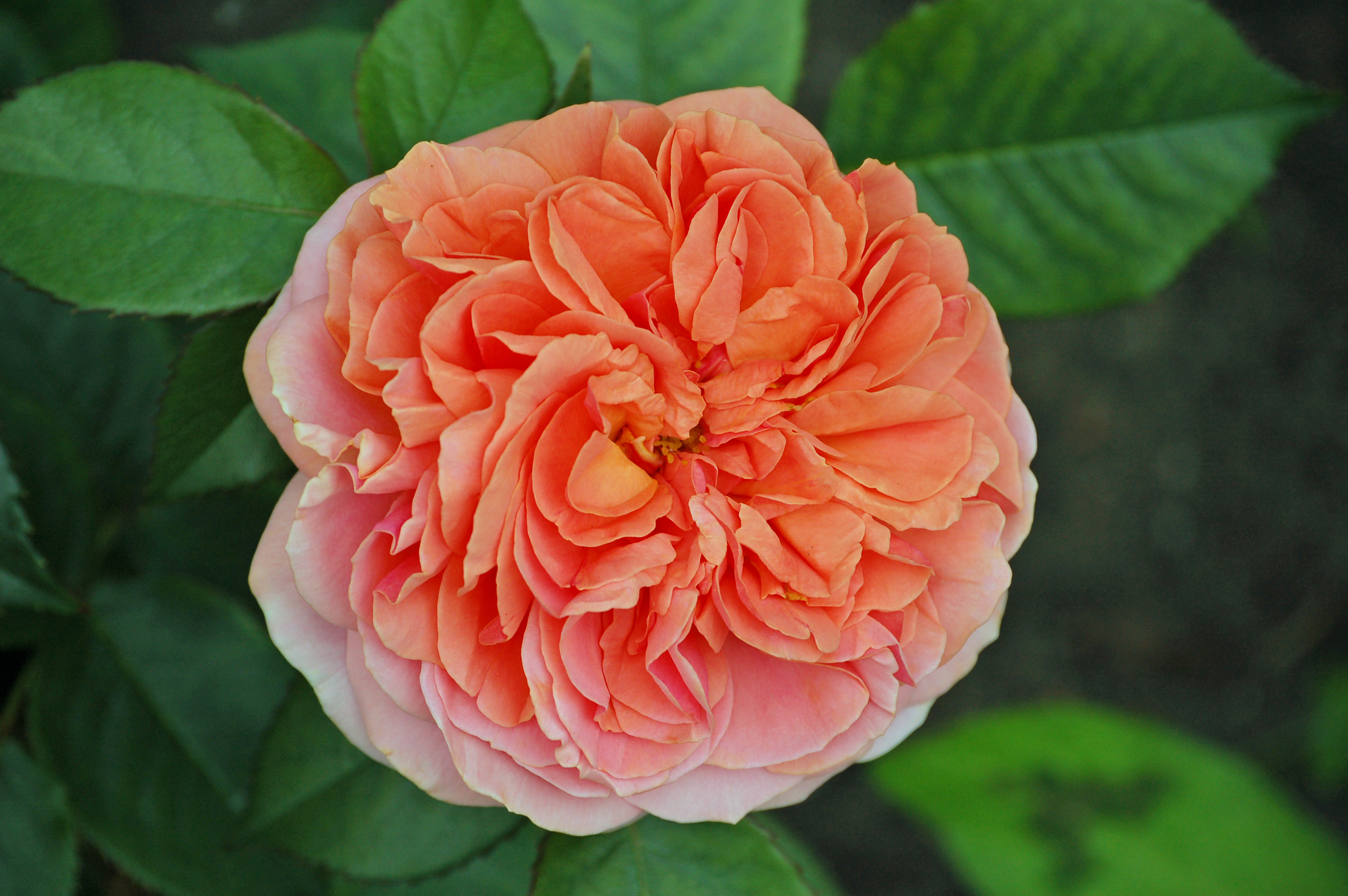
Ibrido di tea, "Chippendale" (Tantau 2005)

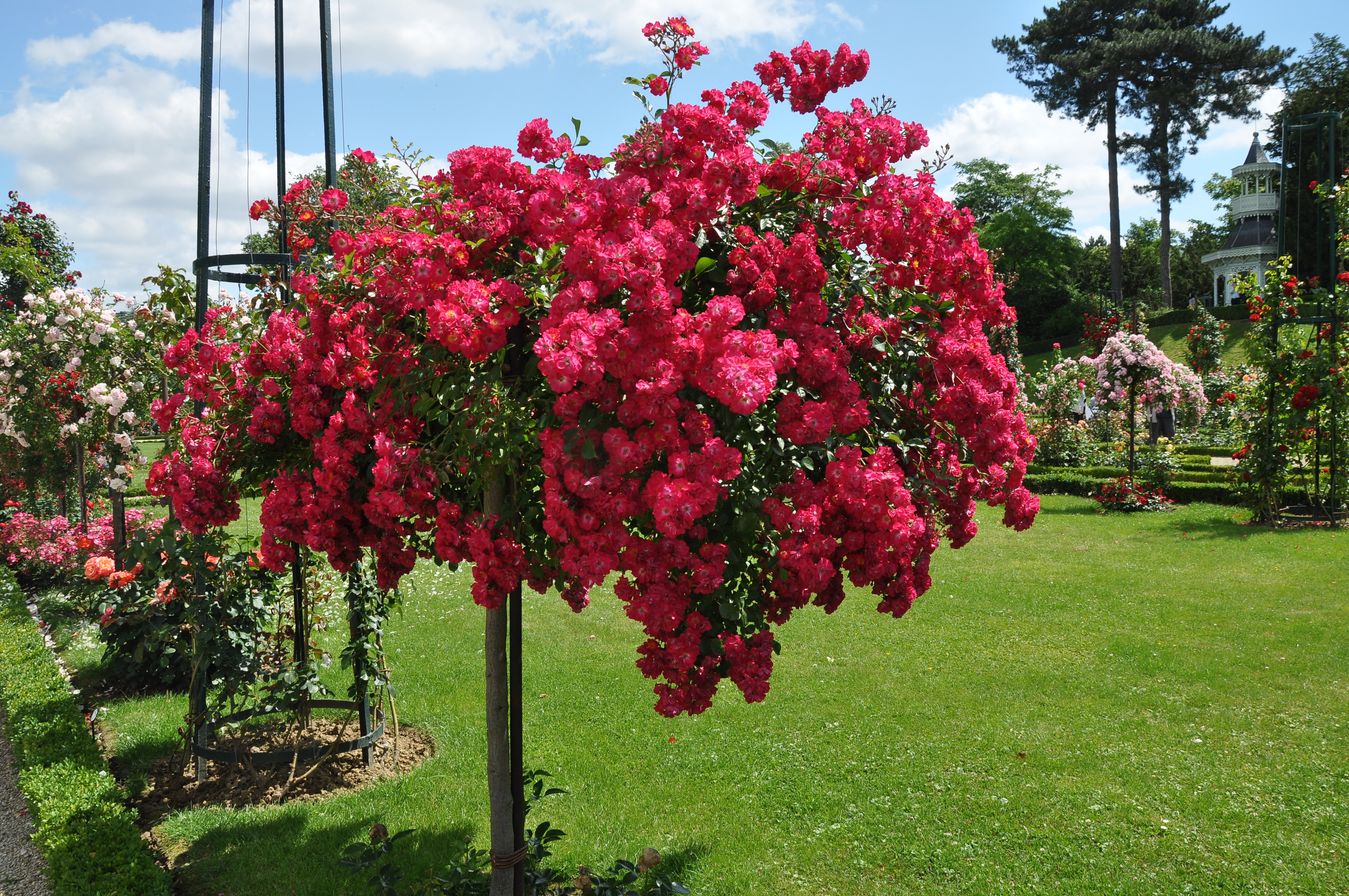
Rosa ad alberello "Polluce" (Barni,1987)

1867: nasce la prima «rosa moderna», il primo Ibrido di Tea, 'La France'; questa data si considera, per convenzione, una sorta di spartiacque tra le rose antiche e quelle moderne. I colori delle rose moderne abbracciano tutti quelli dello spettro, tranne il blu scuro. La rifiorenza di solito è prolungata fino all'autunno inoltrato.
- Rose a cespuglio
- Rose ad alberello
- Rose arbustive
- Ibridi di Tea e Floribunde
- Rose nostalgiche
- Rose miniatura
- Rose rampicanti
- Rose inglesi
- Rose tappezzanti
- Rose sarmentose

### Forme del fiore

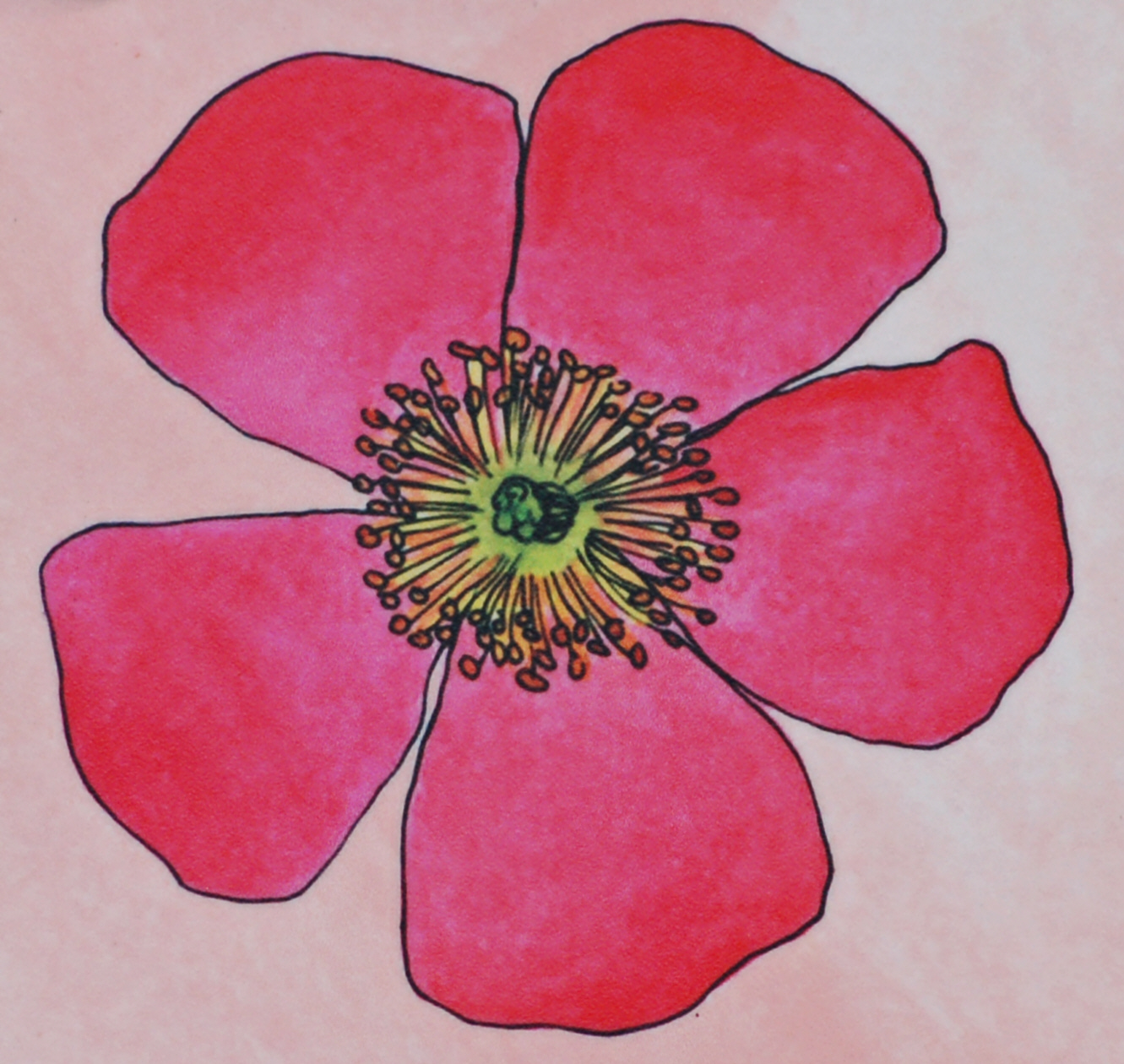
Piatta: fiore aperto, singolo o semidoppio, con petali appiattiti.
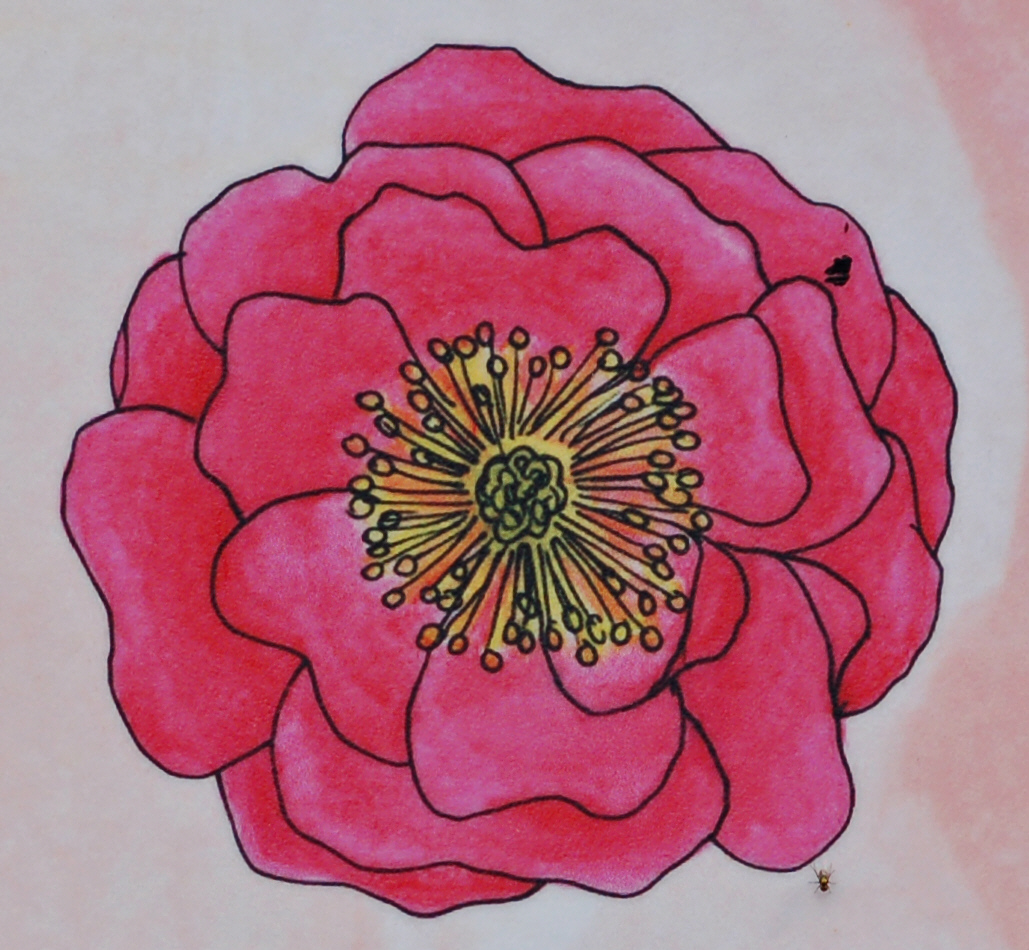
A forma di coppa: fiore aperto, da singolo a completamente doppio, con petali ricurvi verso l'alto.
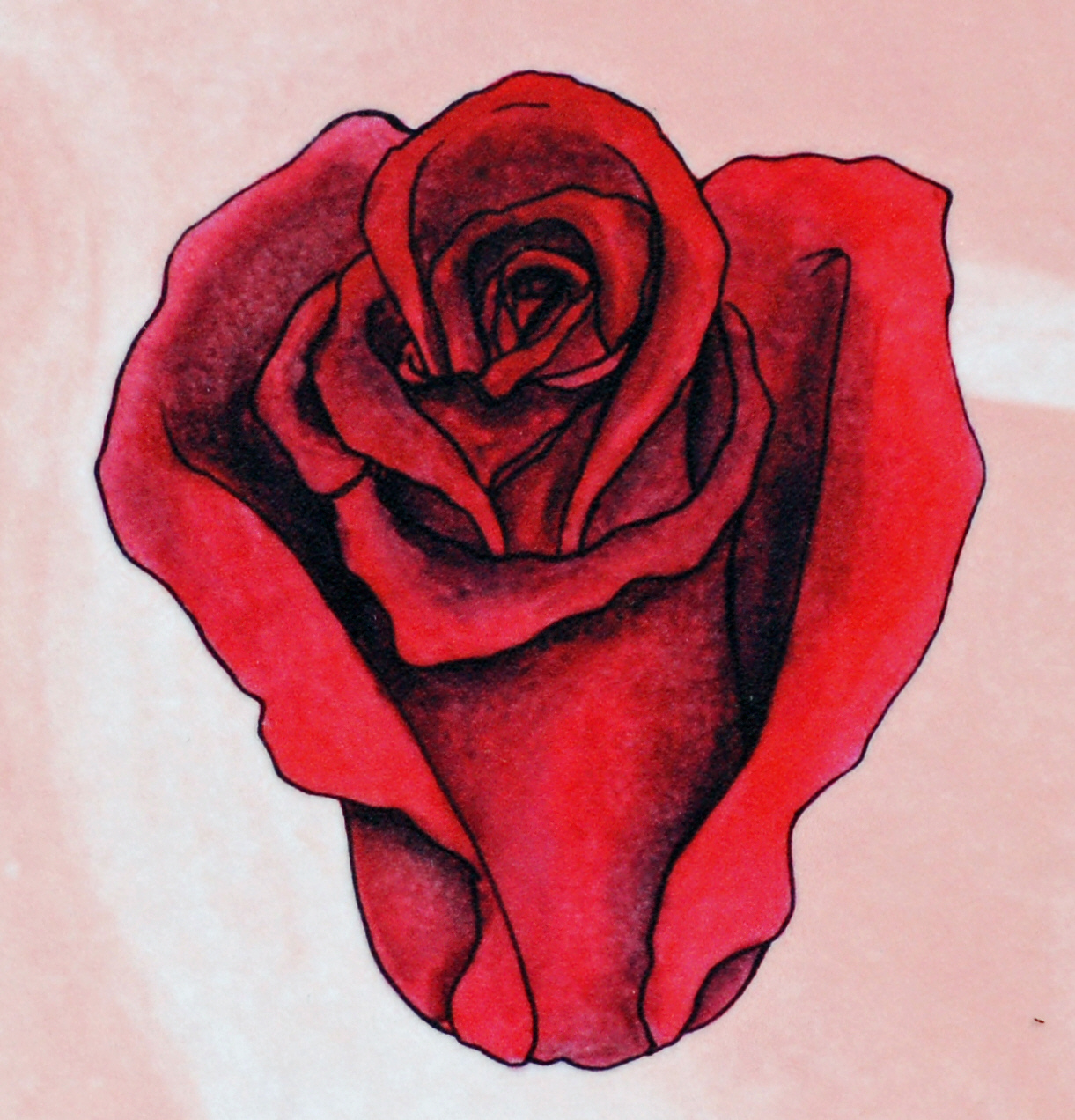
A punta: fiori semidoppi o completamente doppi e consistenti, appuntiti, tipici della rosa Tea.
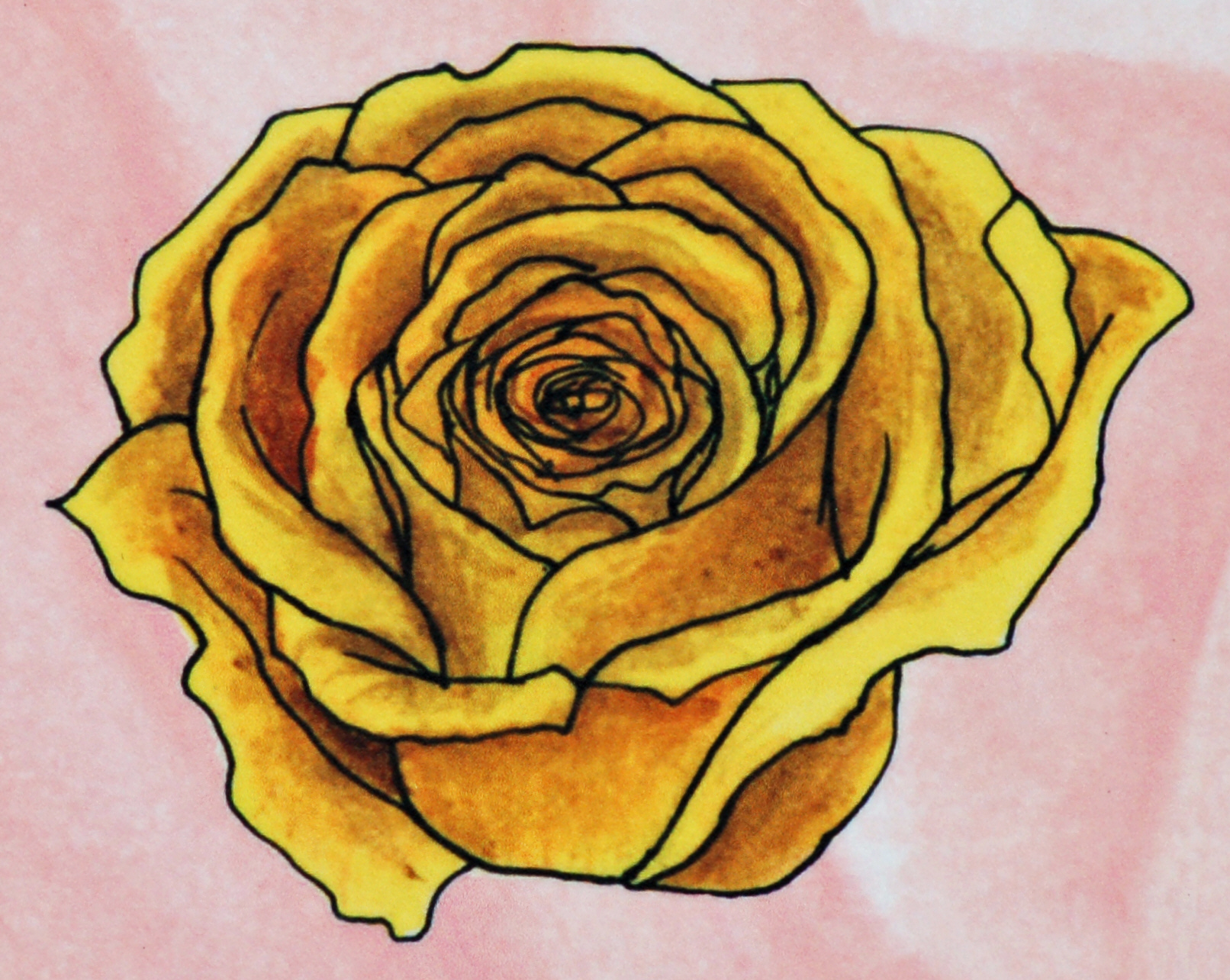
A forma di vaso: da semidoppi a completamente doppi, con apice appiattito e petali incurvati.
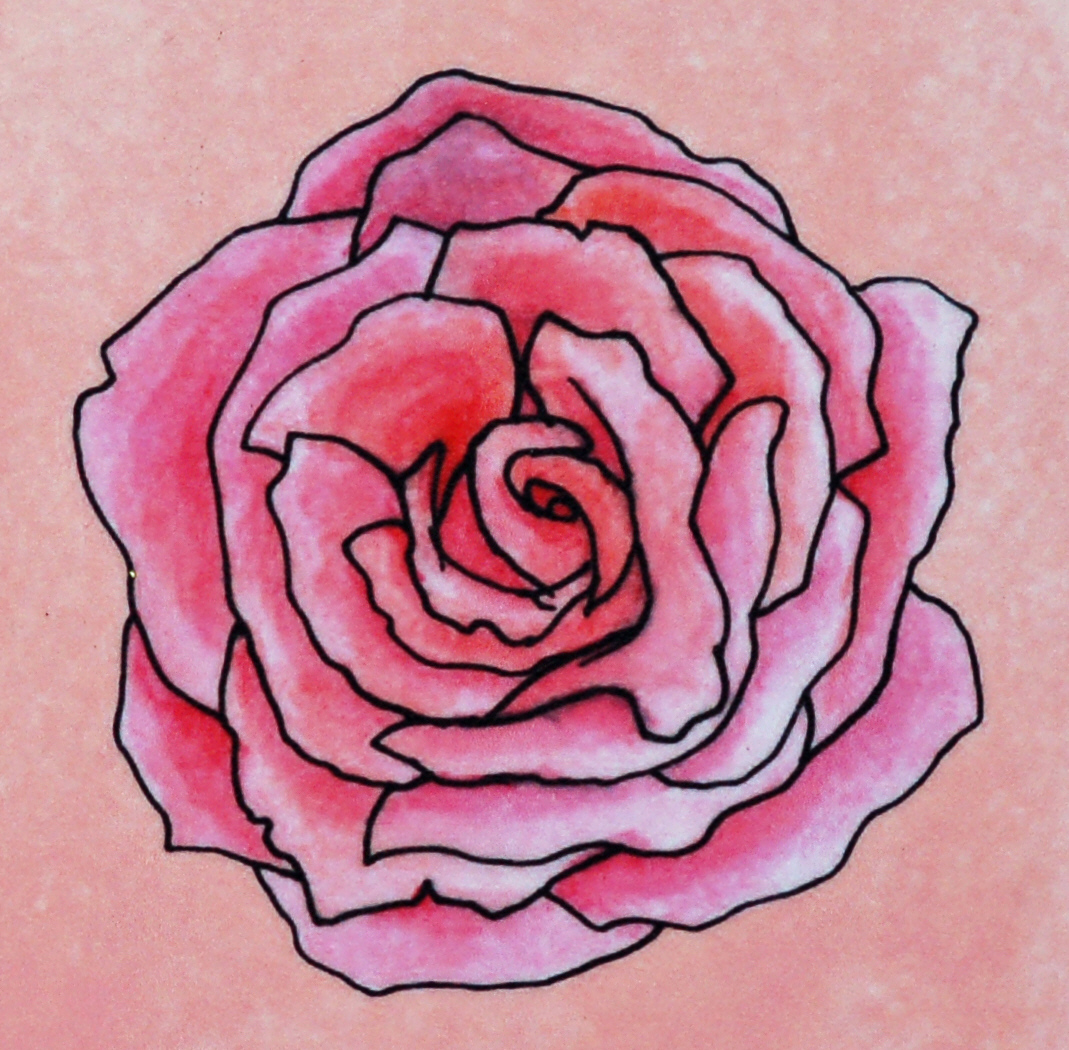
A rosetta: fiori appiattiti, doppi o completamente doppi, con molti petali disposti in modo disordinato.
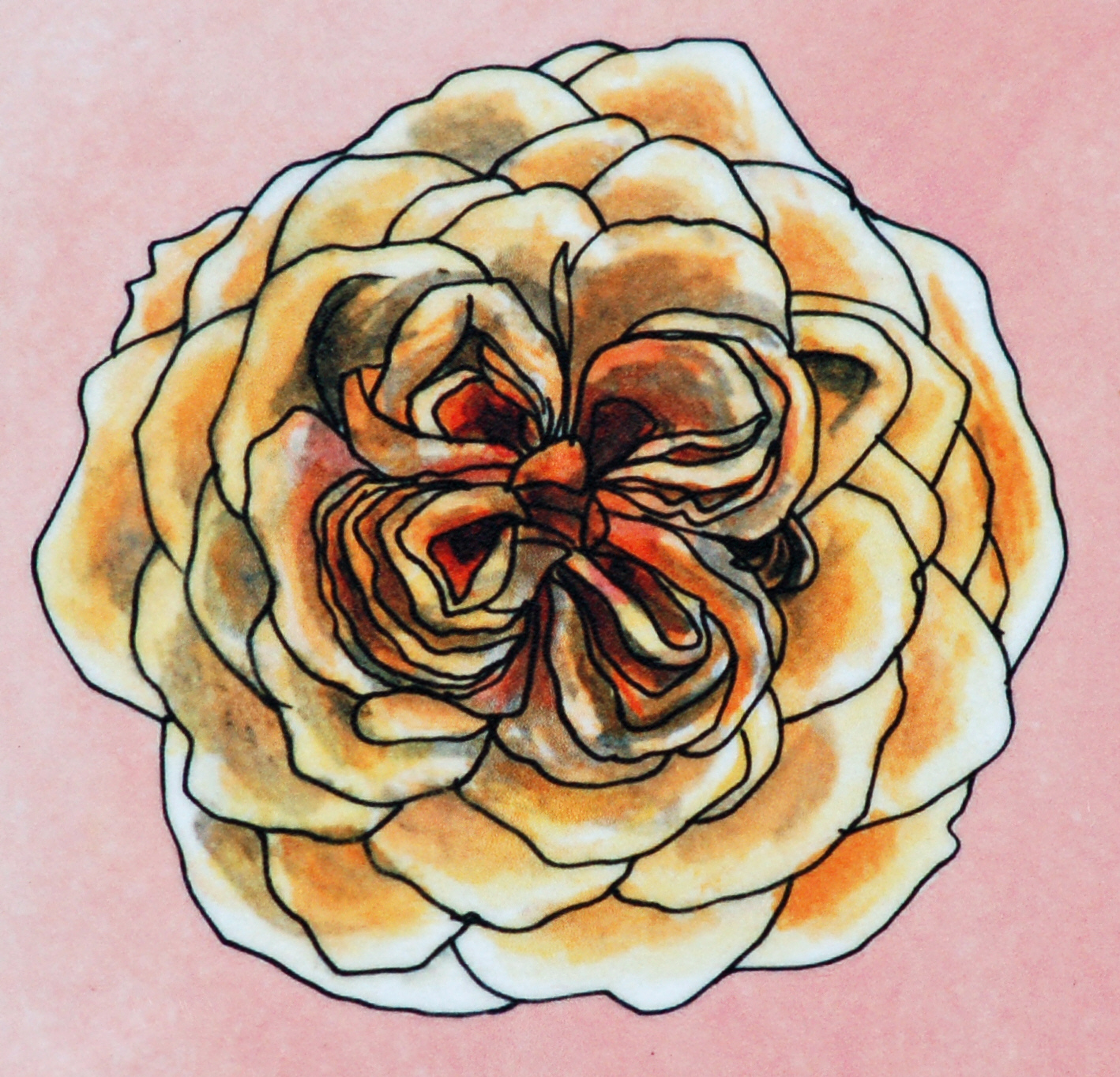
A quarti di rosetta: fiori appiattiti, doppi o completamente doppi, con petali disposti in quattro settori.
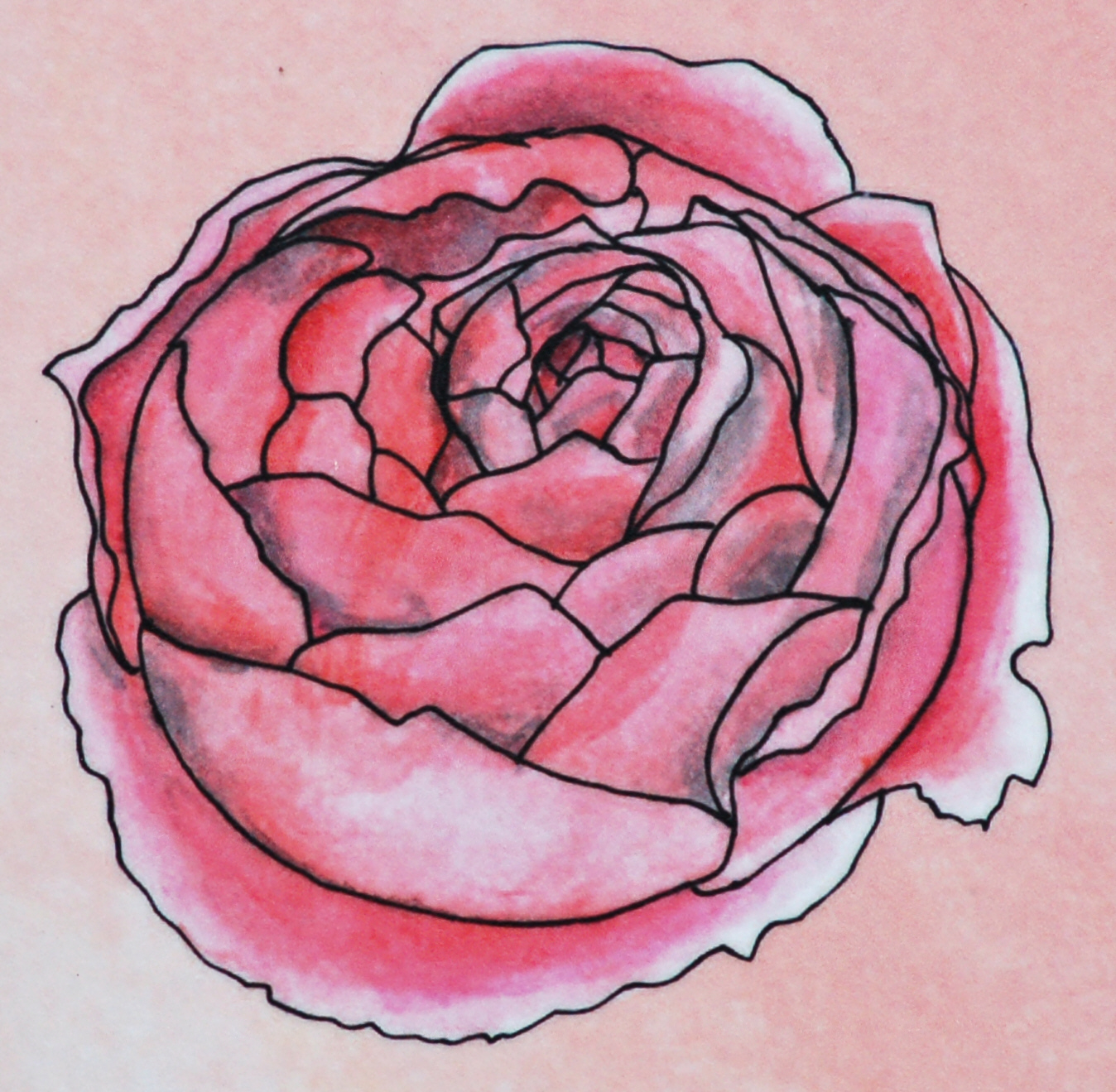
A coppa profonda. Fiori doppi o completamente doppi, con petali grandi sovrapposti a forma di boccia.
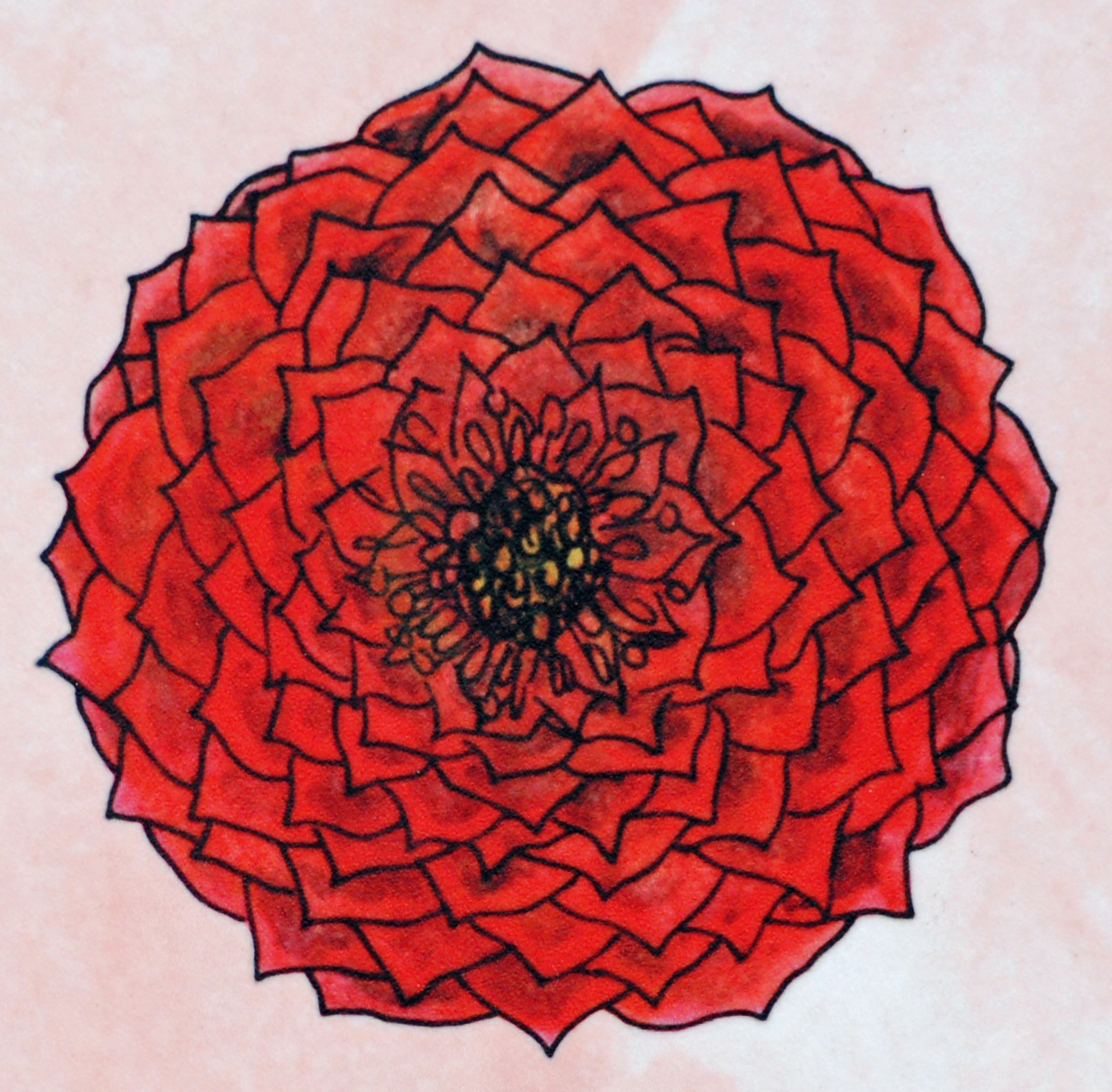
A pompon: fiori piccoli e rotondi, doppi o completamente doppi, con piccoli petali.

### I cinorrodi
Il cinorrodo della rosa è chiamato anche frutto, ma in realtà si tratta di un falso frutto, poiché deriva dall'ingrossamento del ricettacolo del fiore invece che dall'ovario. I veri frutti della rosa sono gli acheni, contenuti all'interno del cinorrodo.
I cinorrodi, con forme, dimensioni e colori anche molto diversi da una specie all'altra, sono un elemento distintivo dal valore ornamentale.

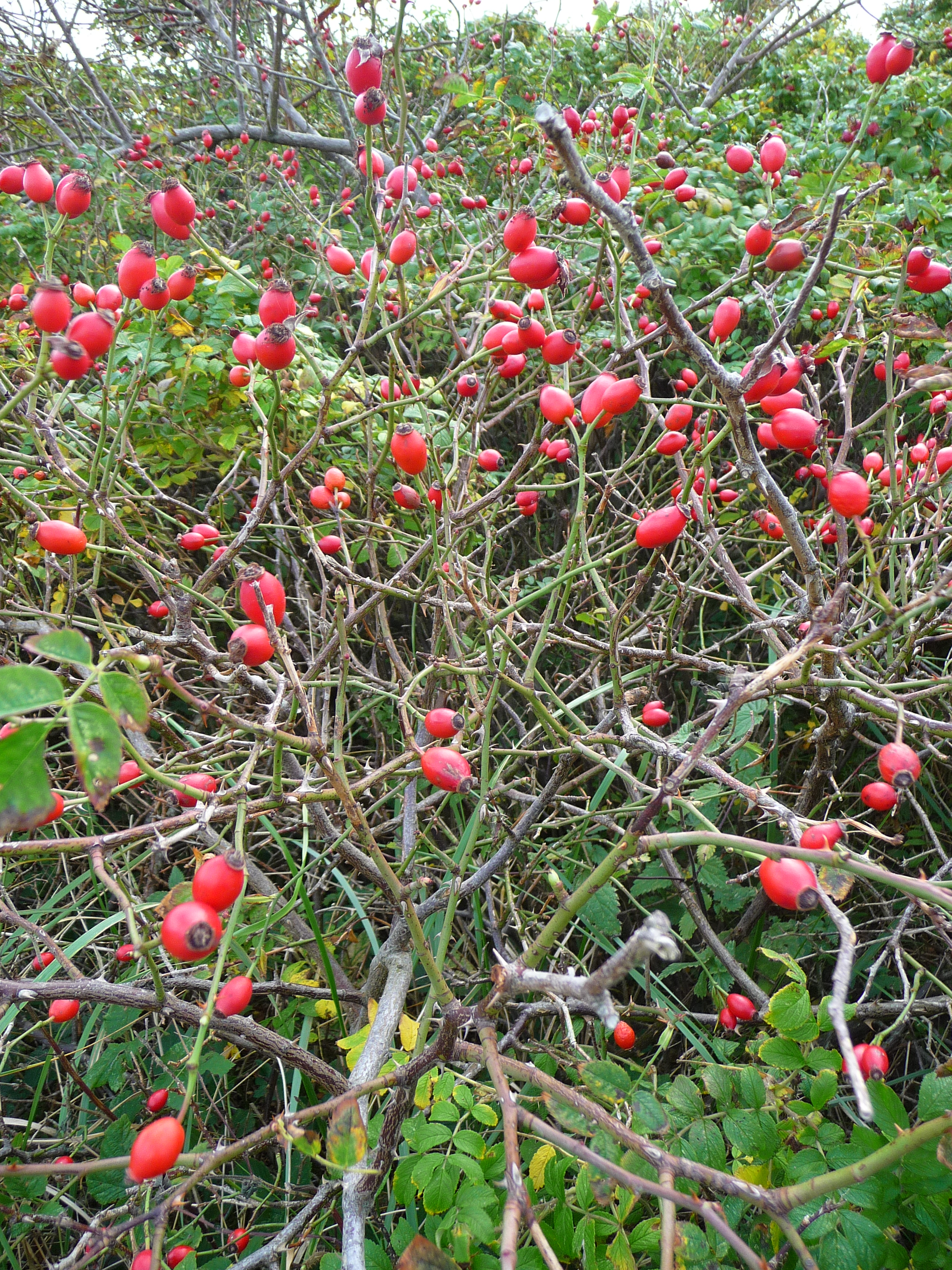
Rosa canina
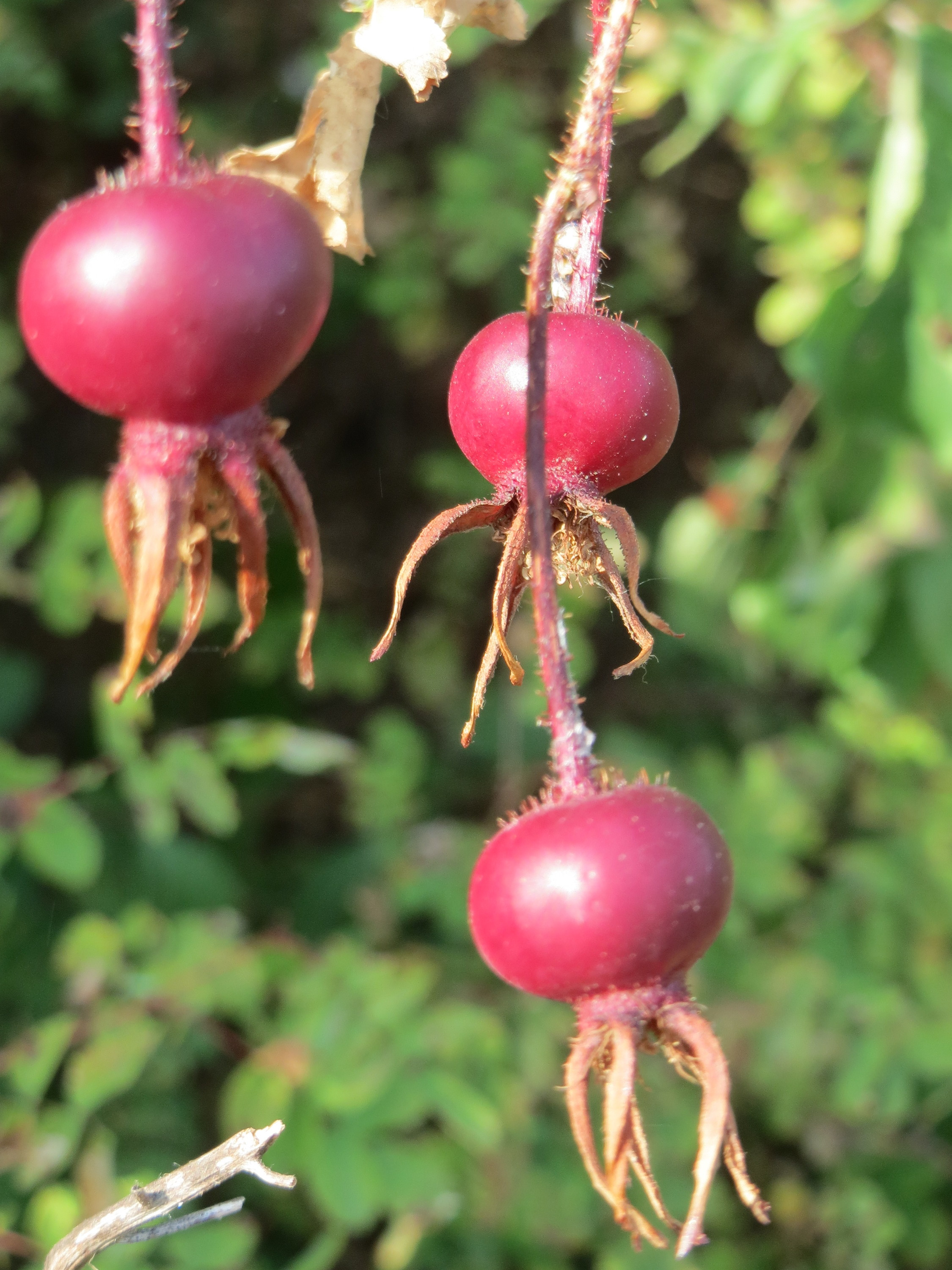
Rosa spinosissima
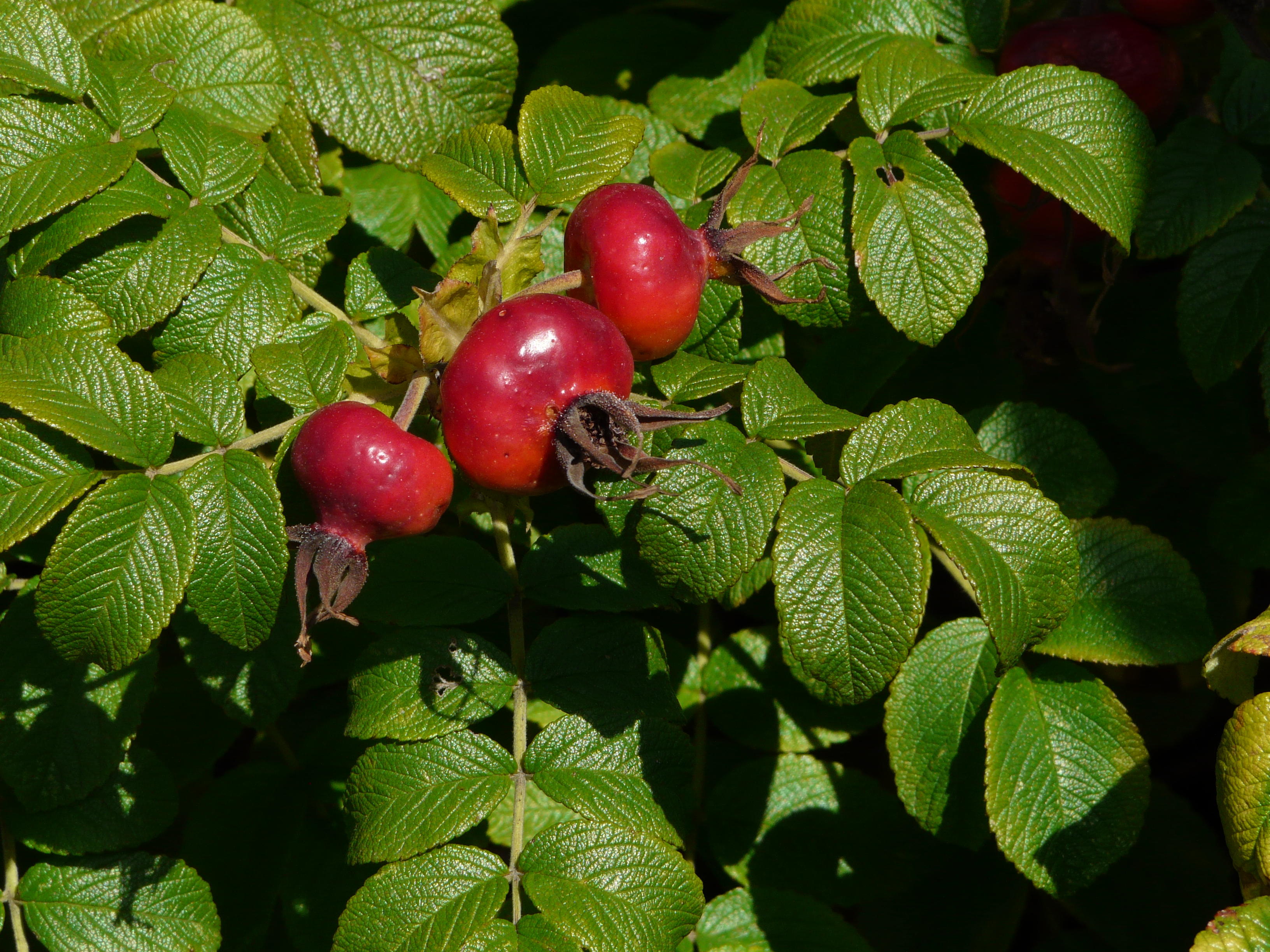
Rosa rugosa
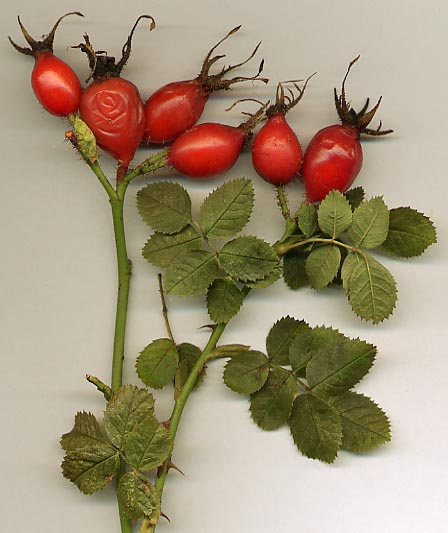
Rosa rubiginosa
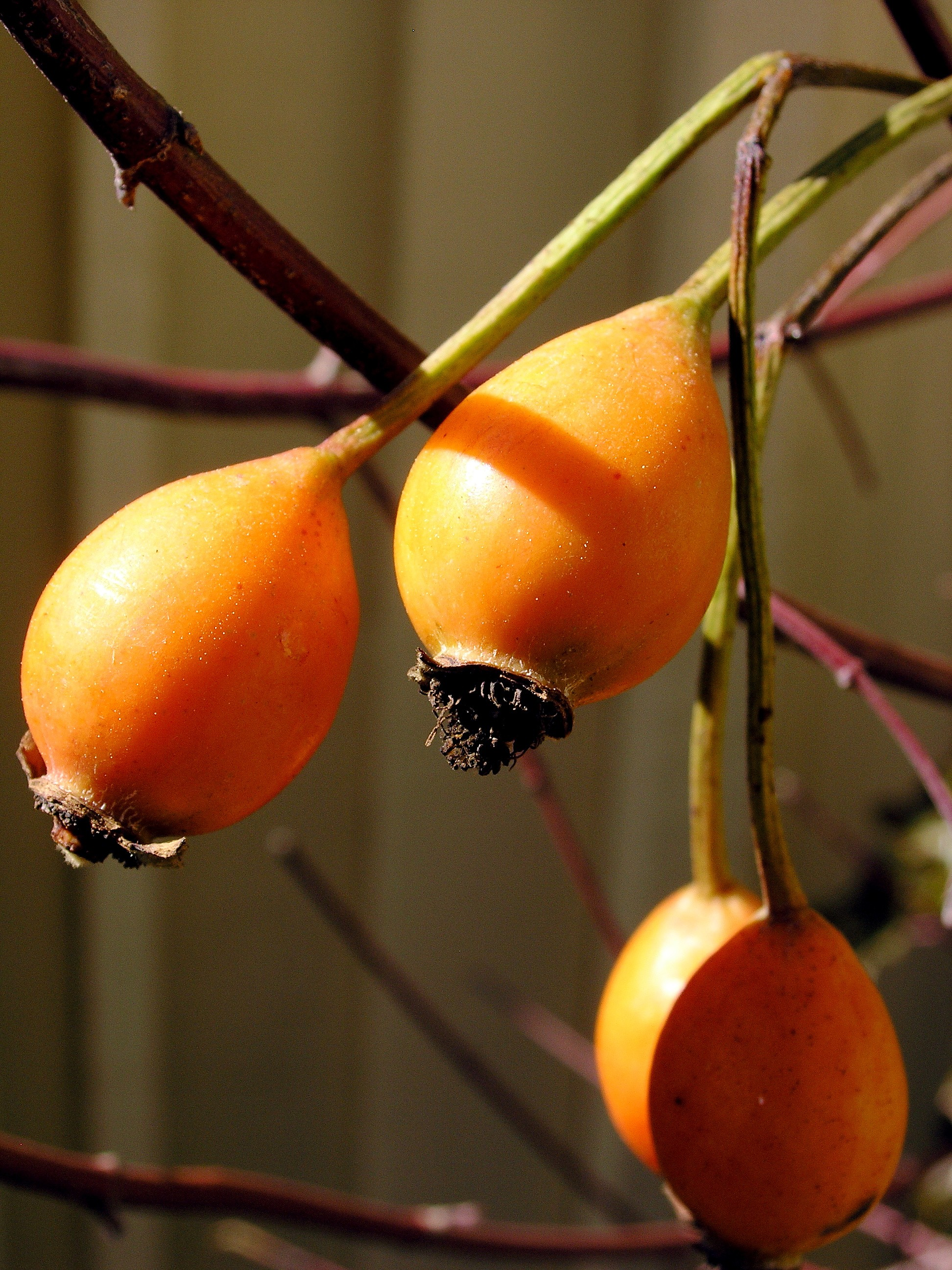
Rosa californica
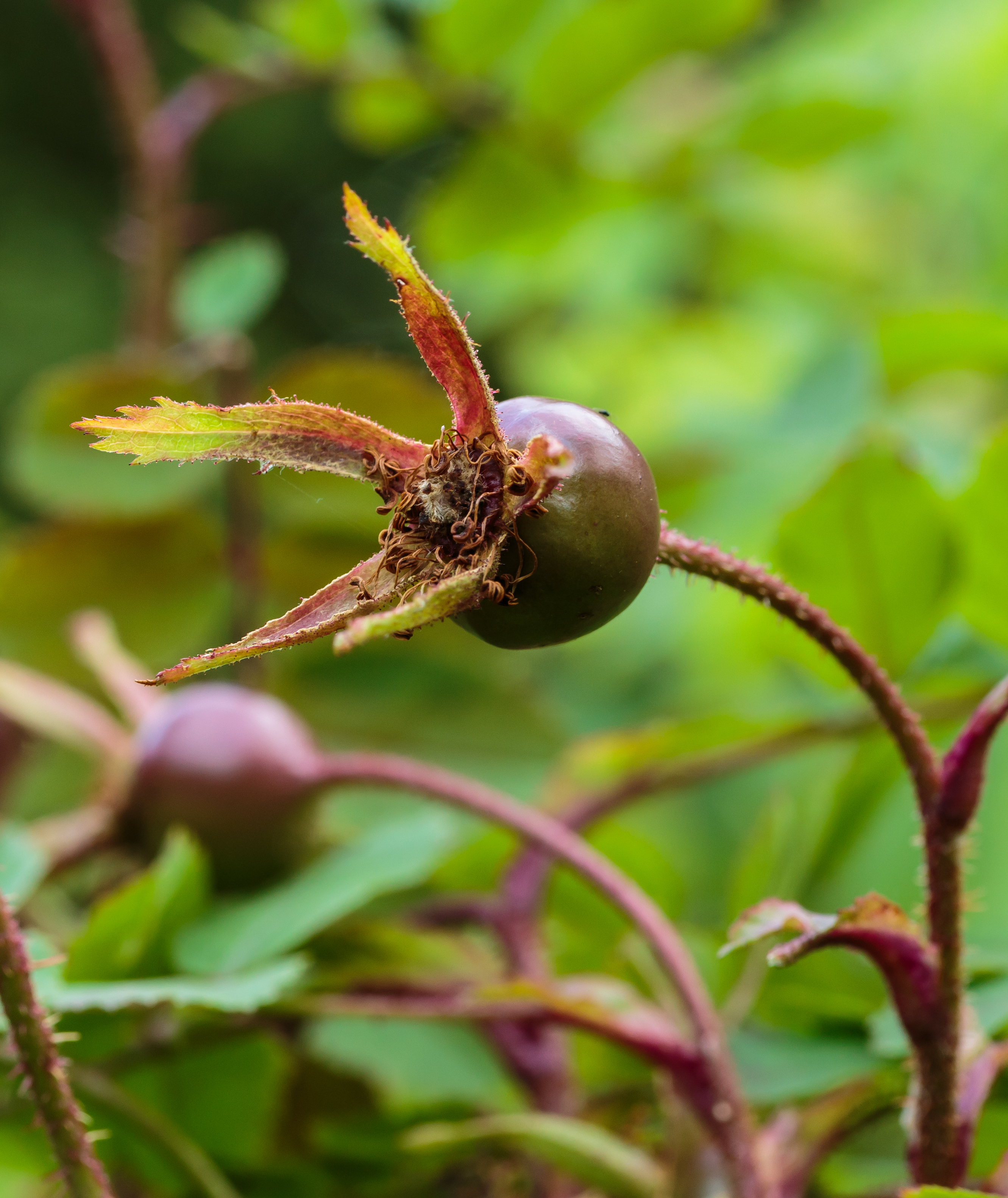
Rosa pinpinellifolia

### Le spine
(Proverbio)

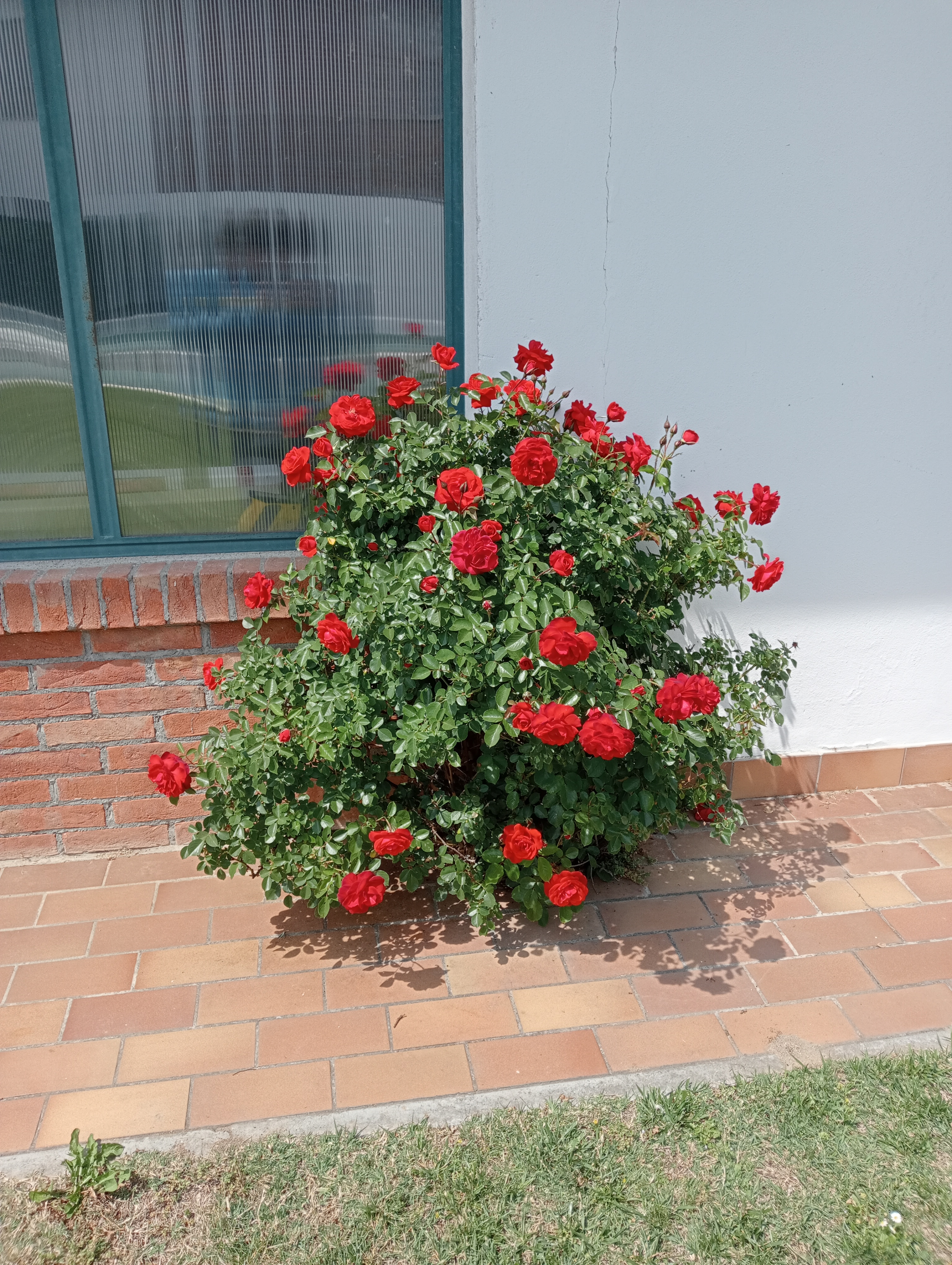
Cespuglio di rose

Le spine, o aculei, possono avere forme e colori diversi a seconda della varietà e dell'età.                                        

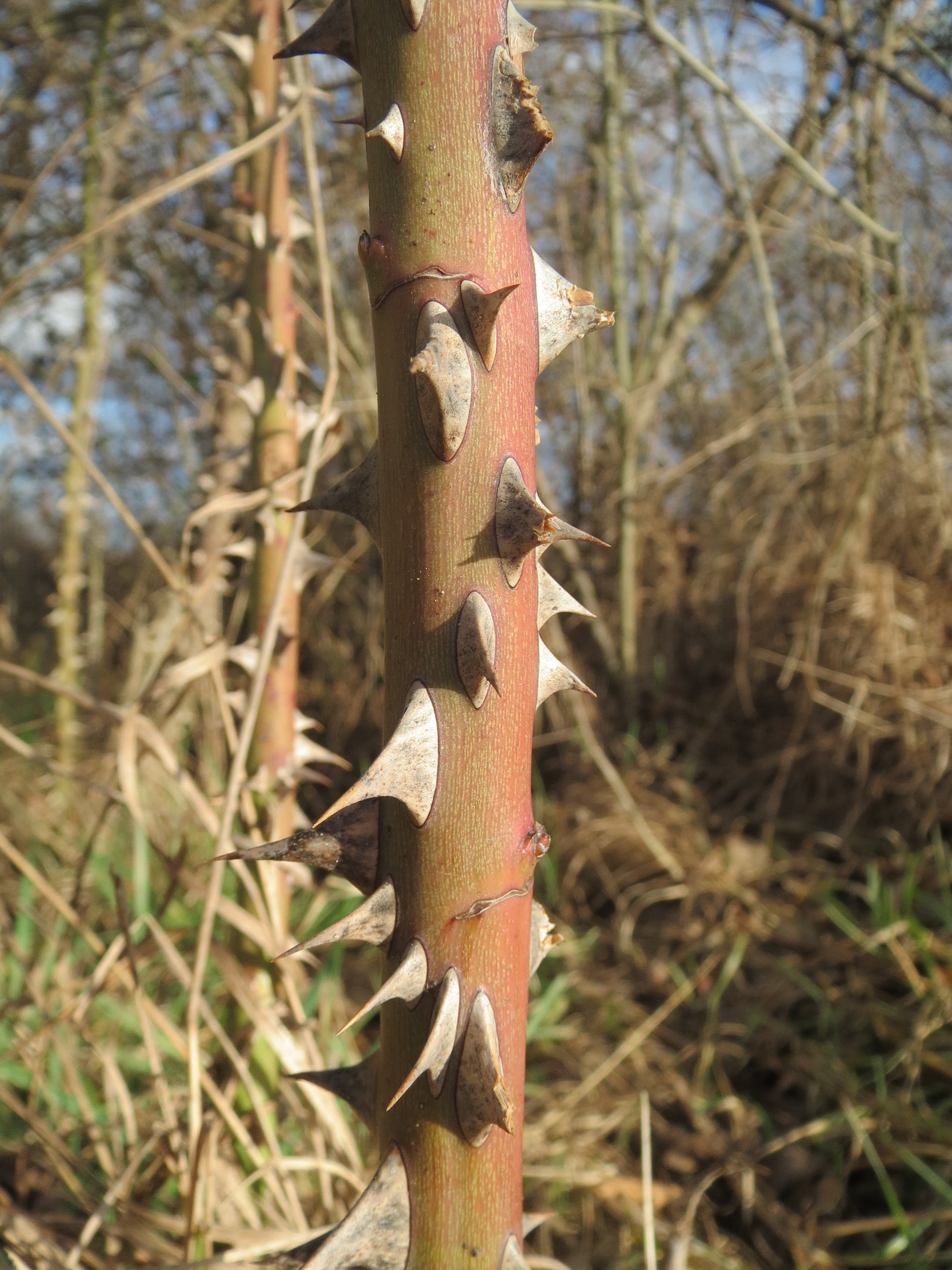
Rosa canina
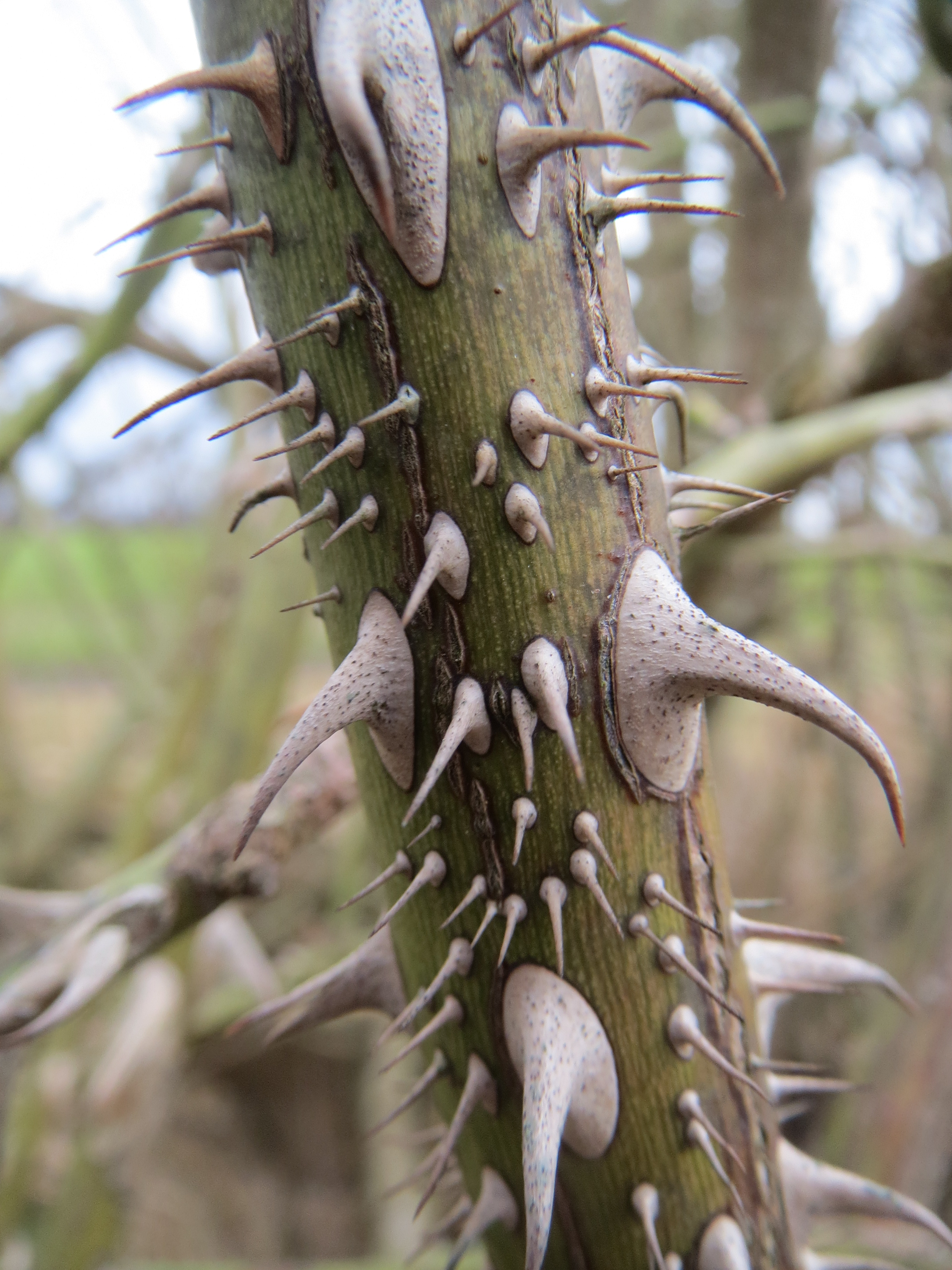
Rosa rubiginosa
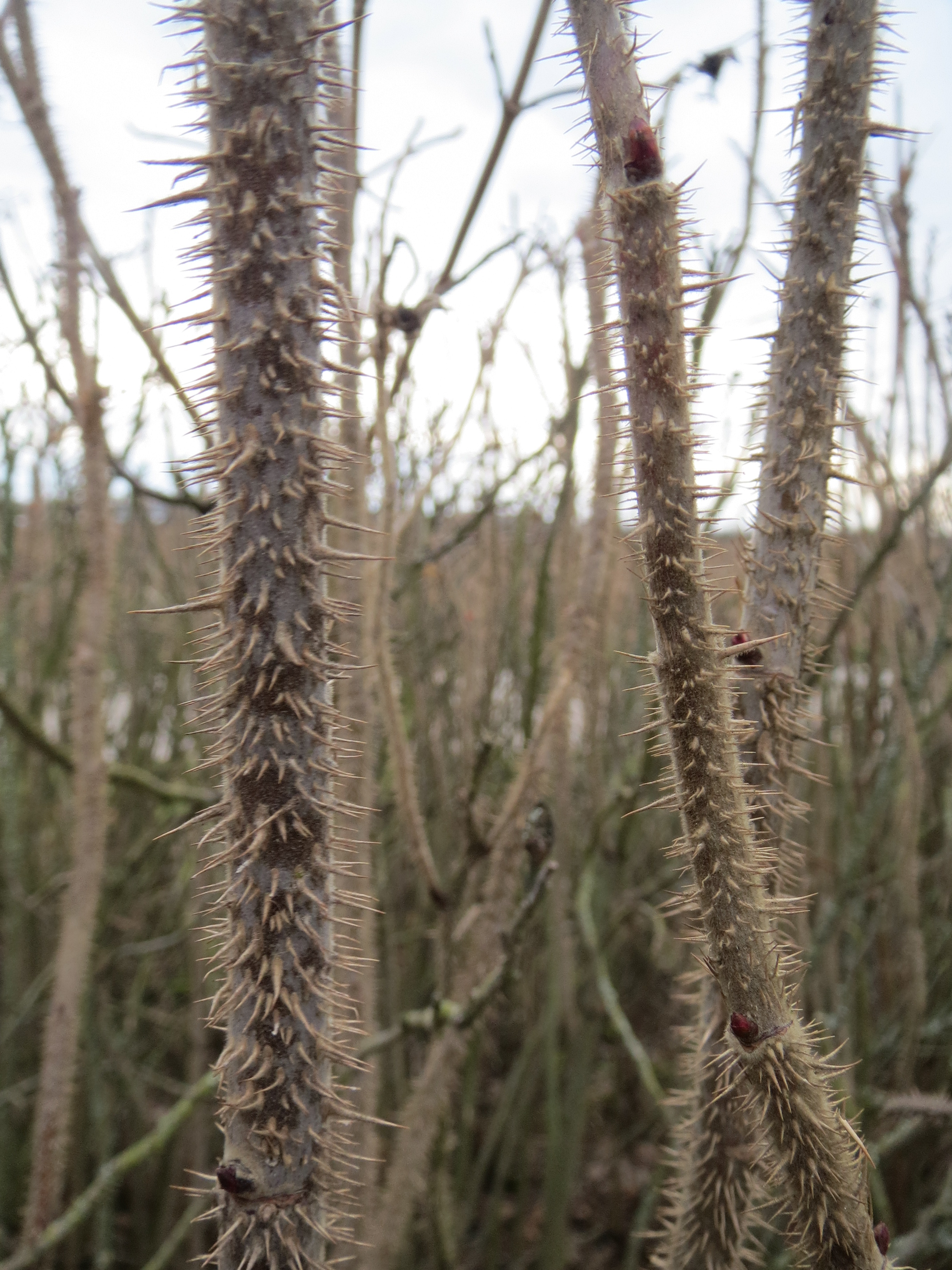
Rosa rugosa
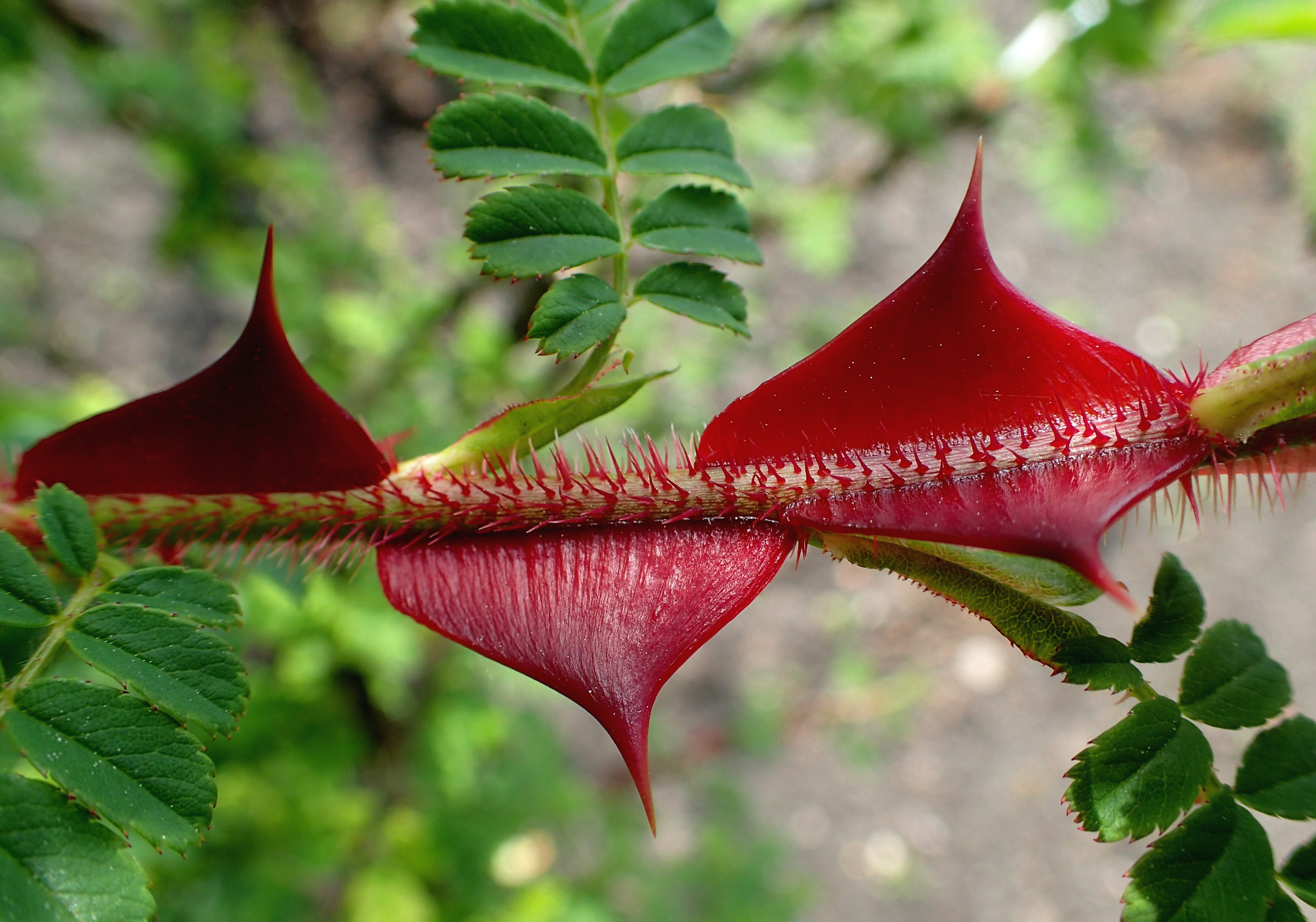
Rosa sericea omeiensis pteracantha
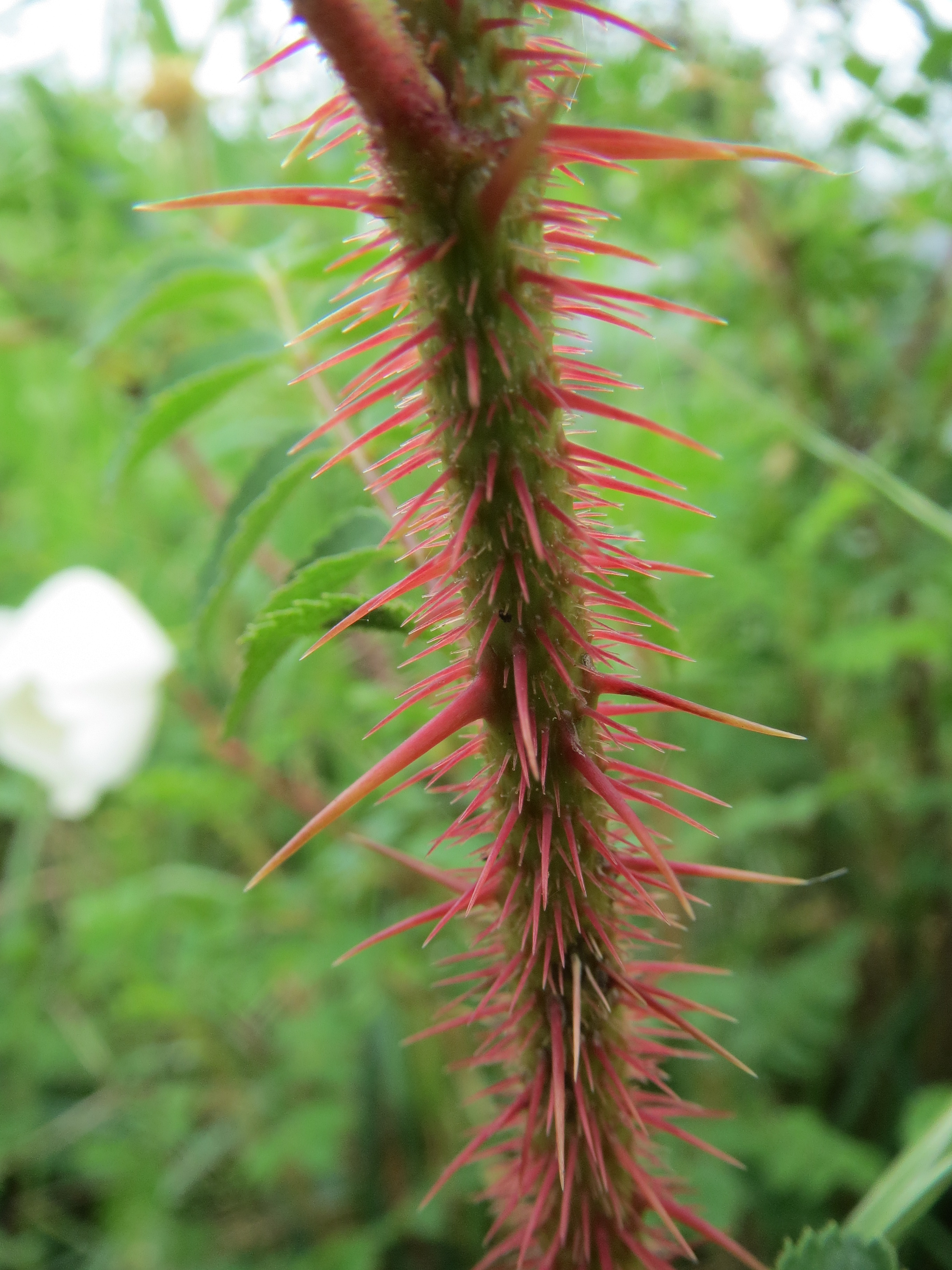
Rosa spinosissima
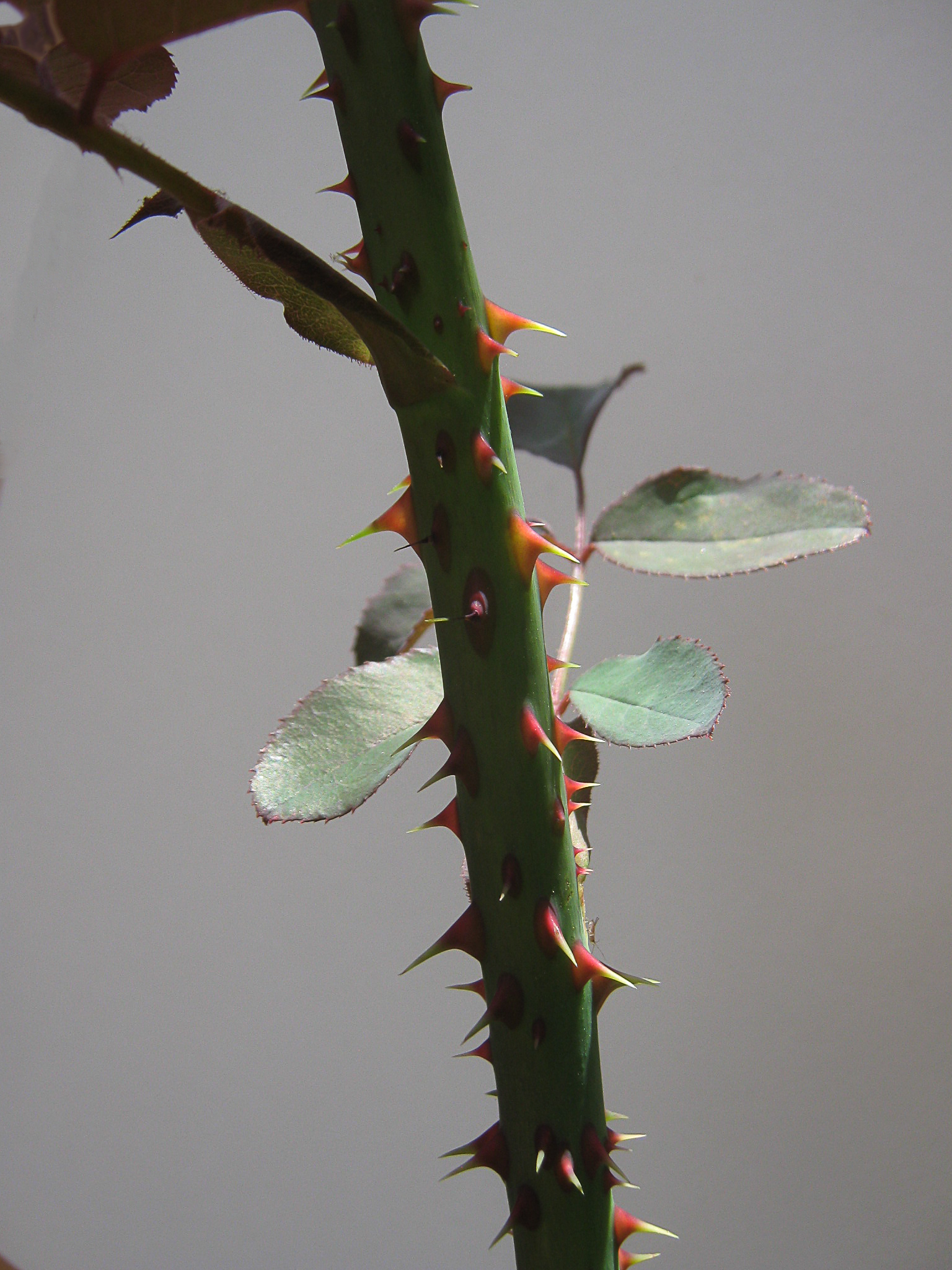
Ibrido di tea

## Usi

### Giardinaggio
Come pianta ornamentale nei giardini, per macchie di colore, bordure, alberelli, le sarmentose o rampicanti per ricoprire pergolati, tralicci o recinzioni, le specie nane dalle tinte brillanti e con fioriture prolungate per la coltivazione in vaso sui terrazzi o nei giardini rocciosi.
Industrialmente si coltivano le varietà a fusti eretti e fiori grandi, per la produzione del fiore reciso, che occupa in Italia circa 800 ettari, localizzati per oltre la metà in Liguria, il resto in Toscana, Campania e Puglia.

### Uso in medicina
I petali vengono utilizzati per le proprietà medicinali, per l'estrazione dell'essenza di Rosa e degli aromi utilizzati in profumeria, nell'industria essenziera, nella cosmetica, pasticceria e liquoristica. È una delle basi immancabili più utilizzate in profumeria.
Come pianta medicinale si utilizzano oltre ai petali con proprietà astringenti, anche le foglie come antidiarroico, i frutti ricchi di vitamina C diuretici, sedativi, astringenti e vermifughi, i semi per l'azione antielmintica, e perfino le galle prodotte dagli insetti del genere Cynips ricche di tannini per le proprietà diuretiche e sudorifere.
In aromaterapia vengono attribuite all'olio di rosa proprietà afrodisiache, sedative, antidepressive, antidolorifiche, antisettiche, toniche del cuore, dello stomaco, del fegato, regolatrici del ciclo mestruale.

### Uso in cucina
Sono vari gli utilizzi delle rose in cucina, sia come elemento decorativo che come alimento, ma è importante che le piante non siano state trattate chimicamente.
Ad esempio, le giovani foglie delle rose spontanee servono per la preparazione di un tè di rosa, i petali possono essere consumati in insalata o utilizzati per la preparazione dello sciroppo di rose, i frutti della rosa sono impiegati nella preparazione di confetture.

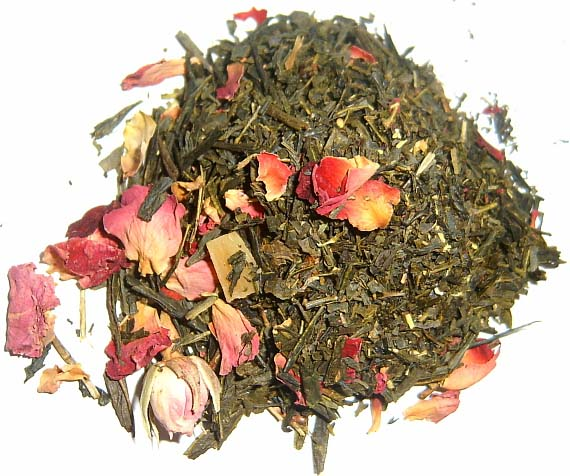
Tisana alle erbe miste.
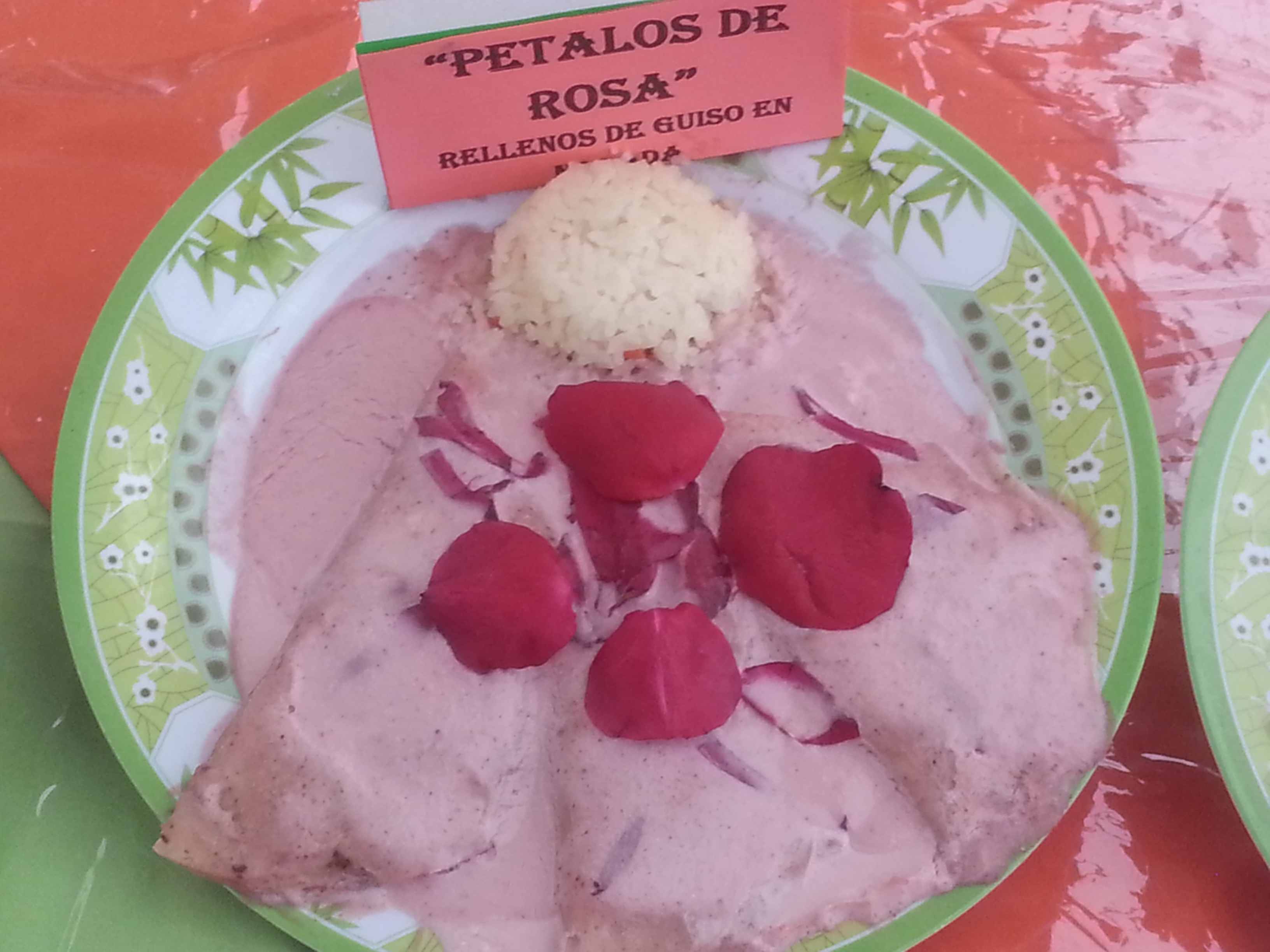
Enchiladas in salsa di petali di rosa, ripieni di spezzatino, accompagnati da riso bianco.
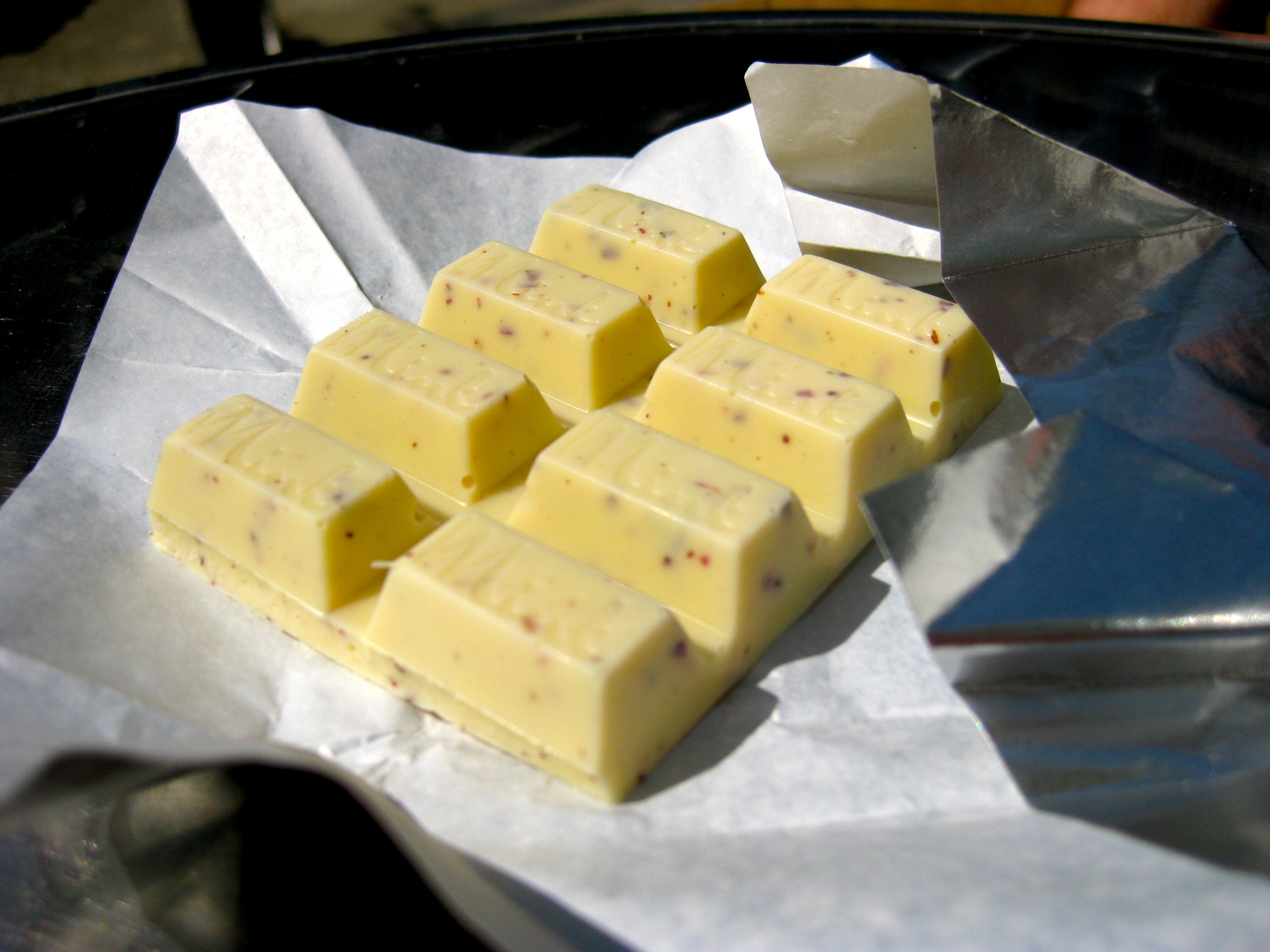
Cioccolato bianco con petali di rosa.
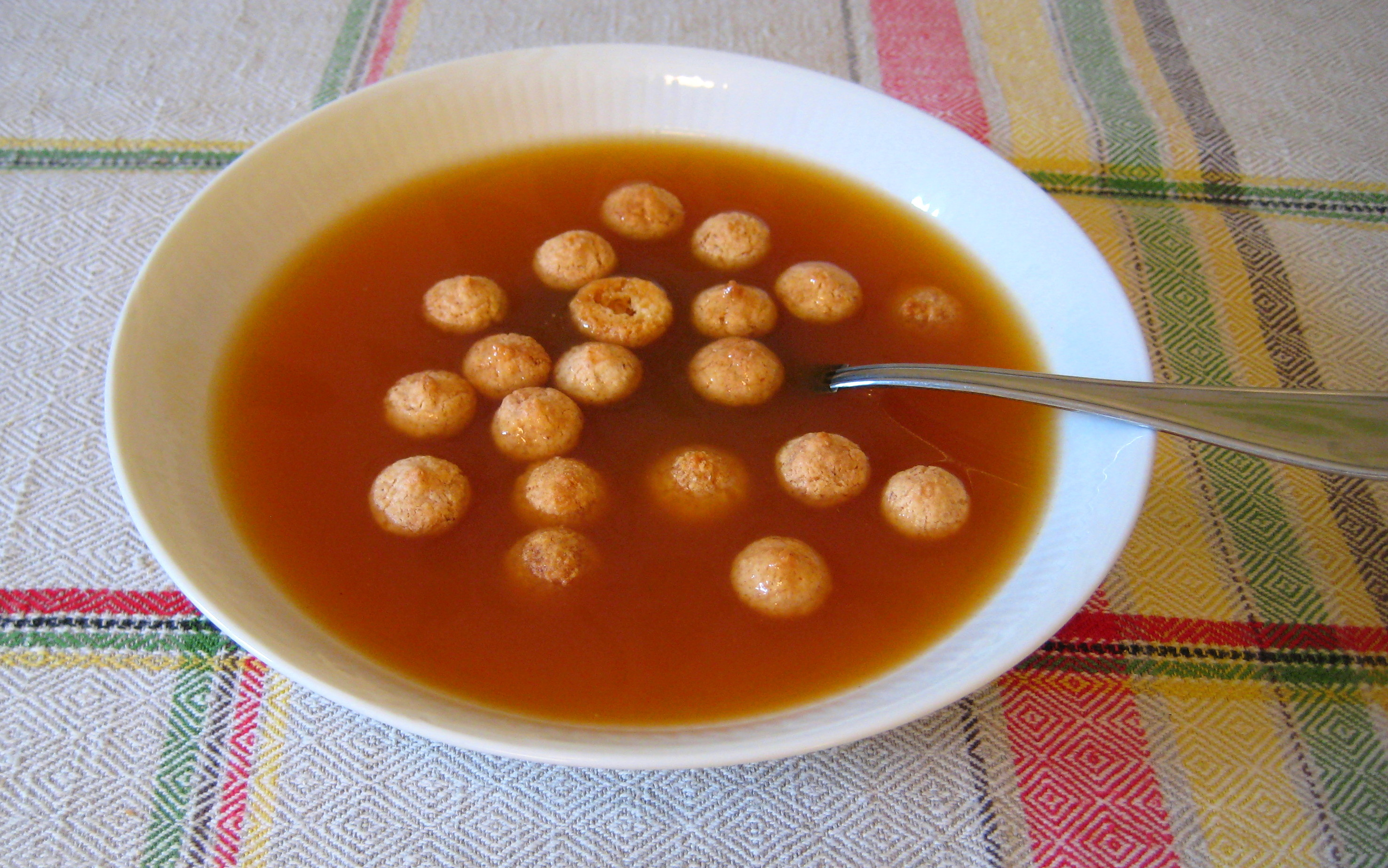
Nyponsoppa.
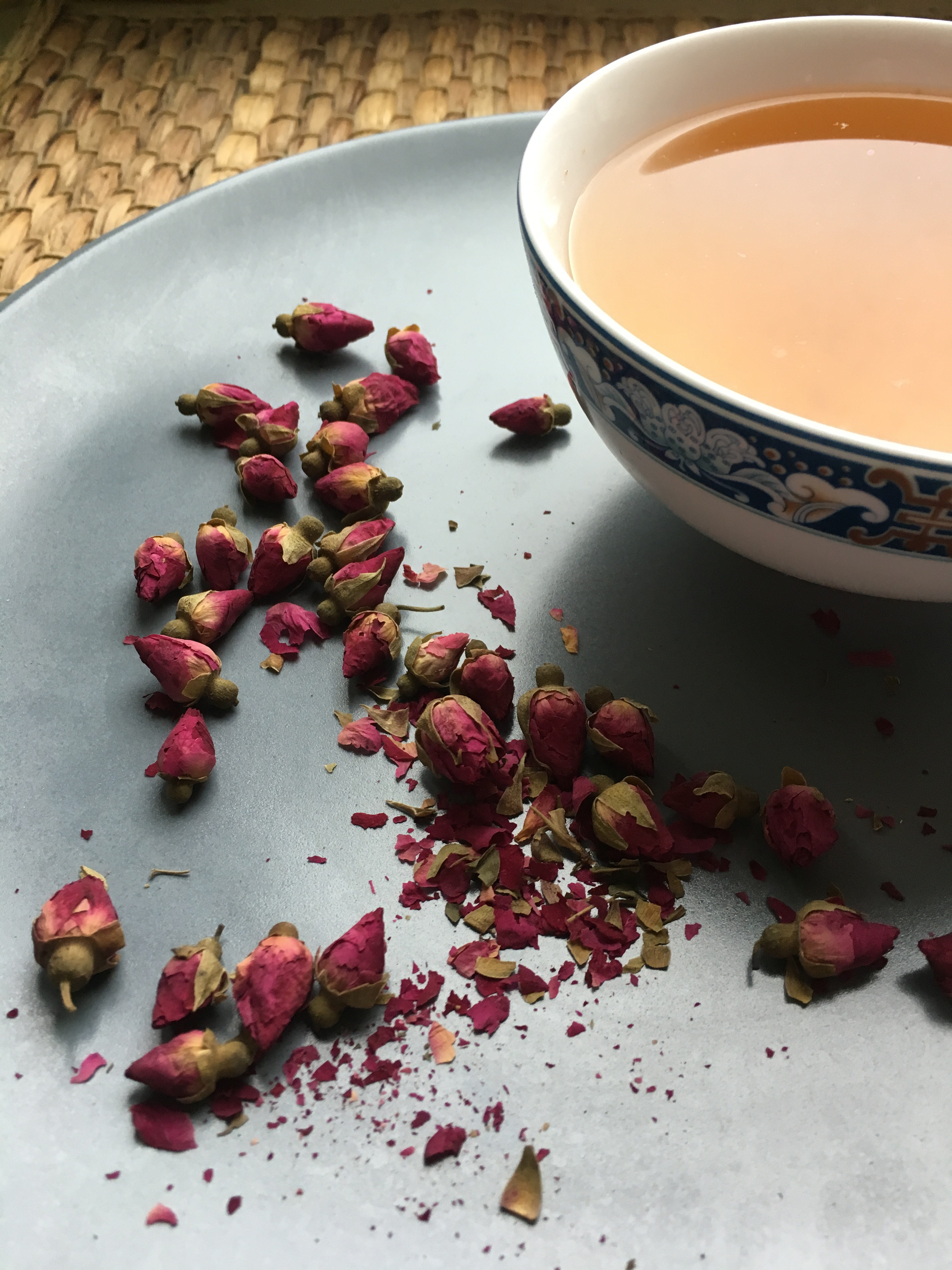
Infuso di petali e boccioli di rose.
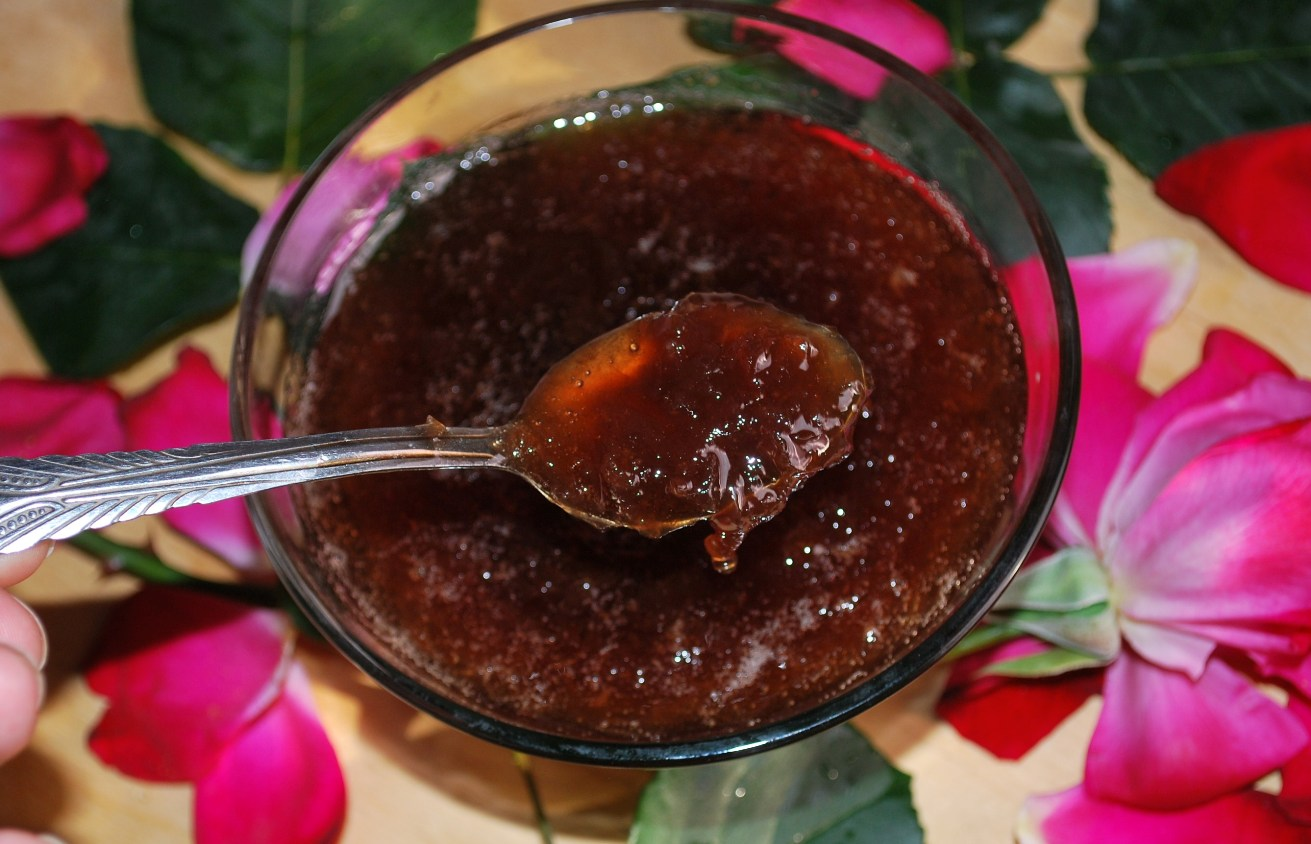
Marmellata di petali di rose.
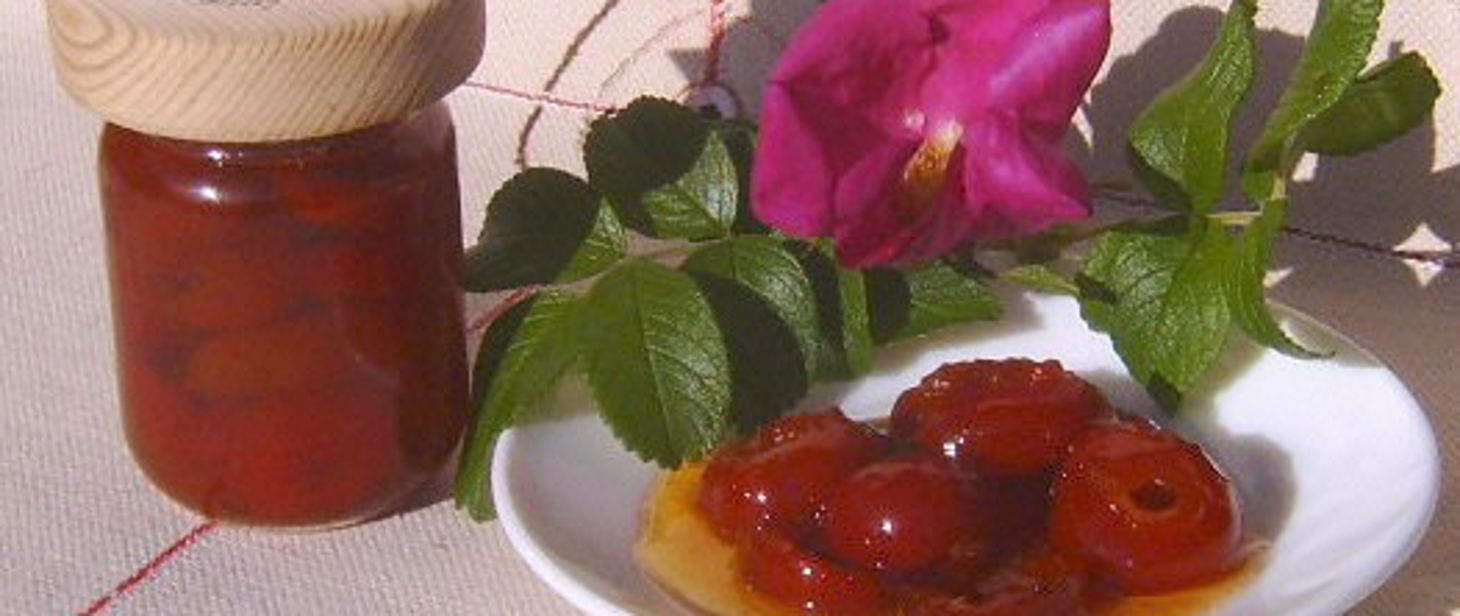
Confettura di bacche di rosa.
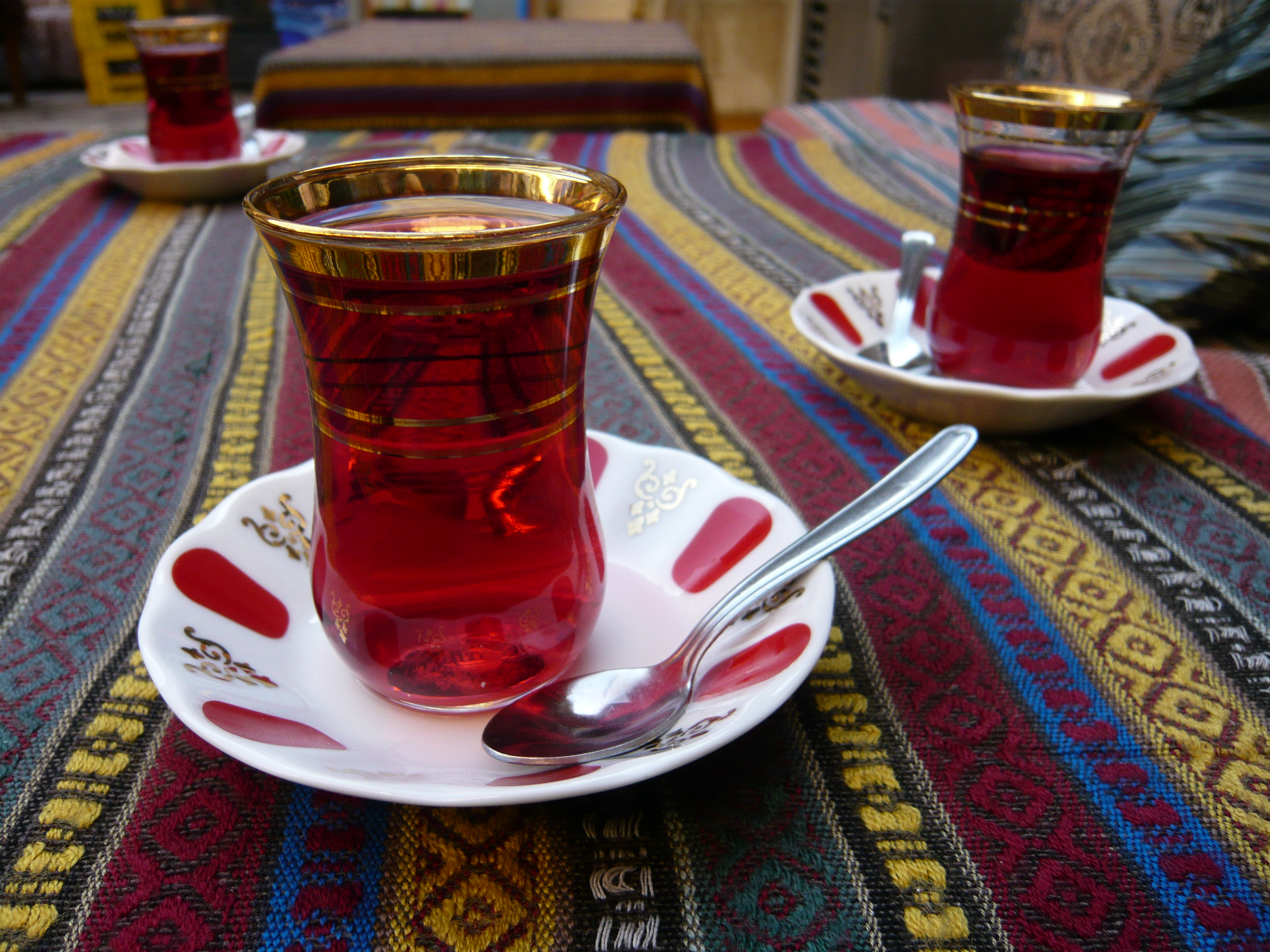
Tè alle bacche di rosa.
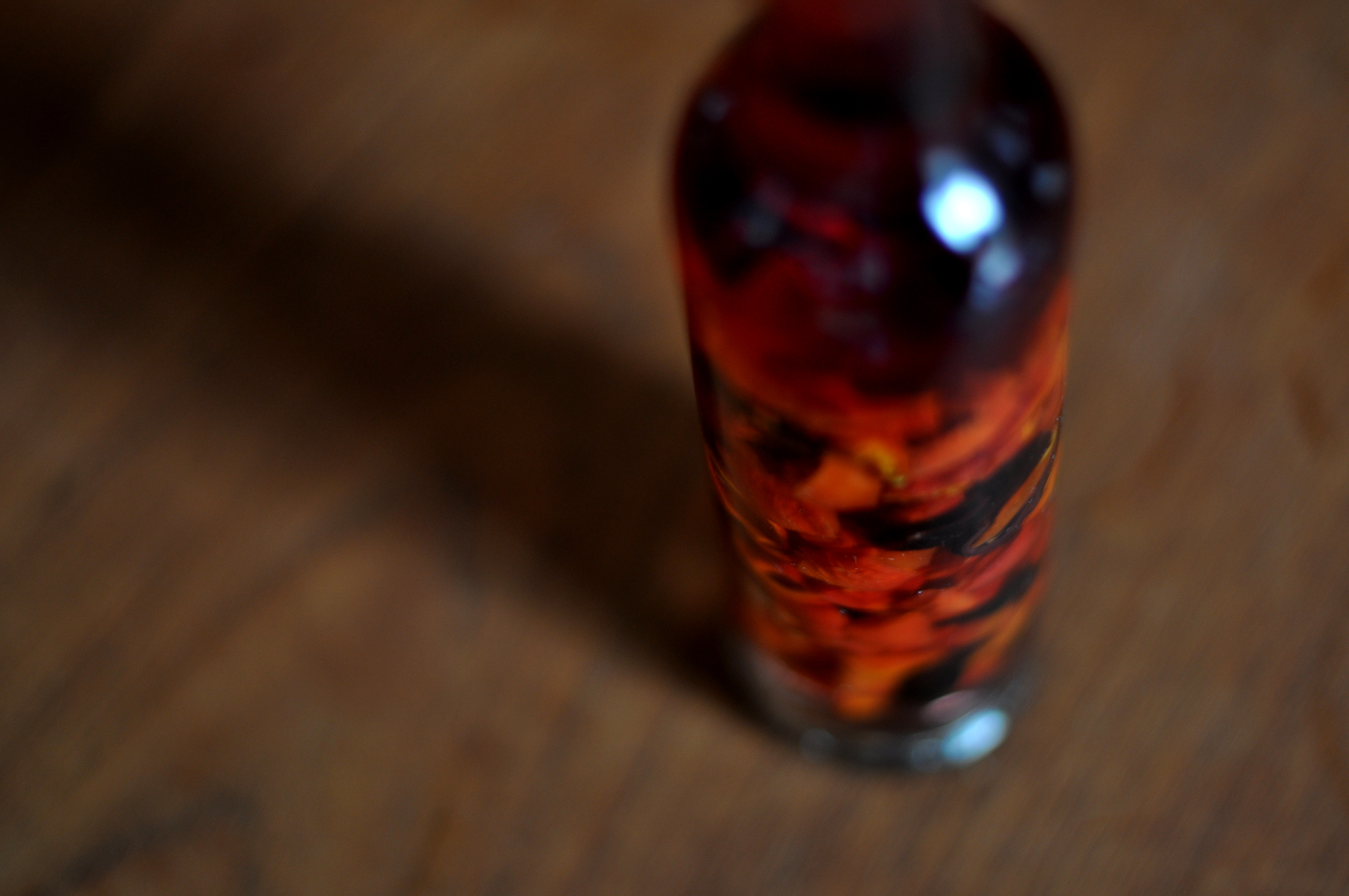
Grappa di bacche di rosa canina.
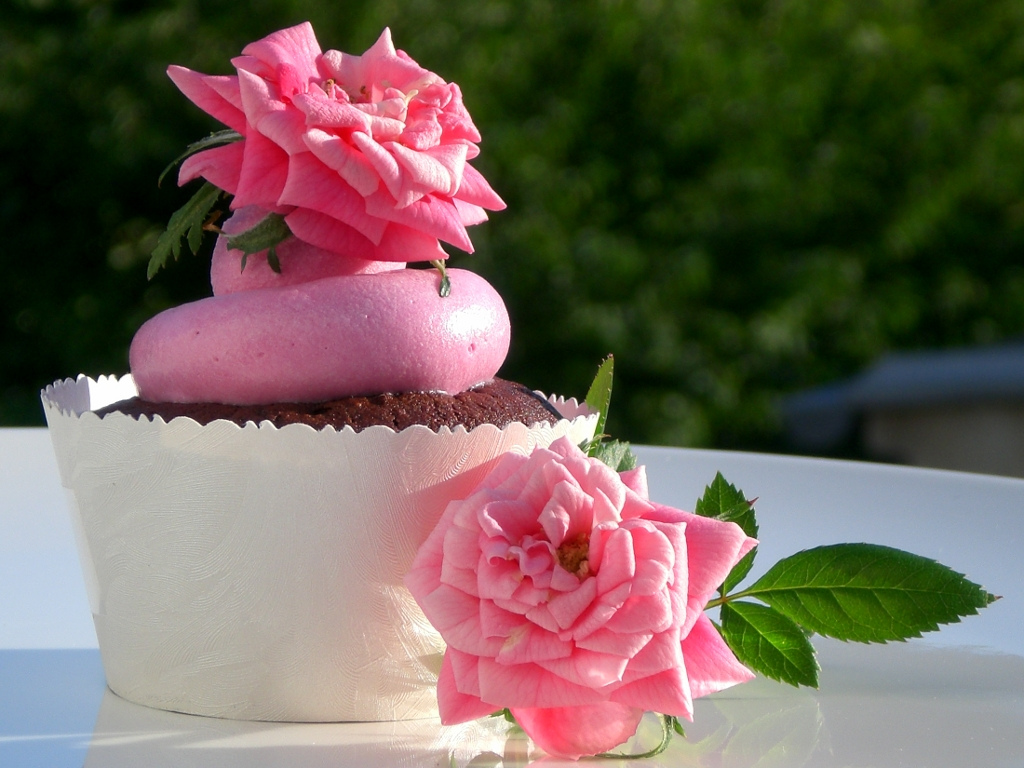
Tortine al cioccolato con crema di meringa alle rose.
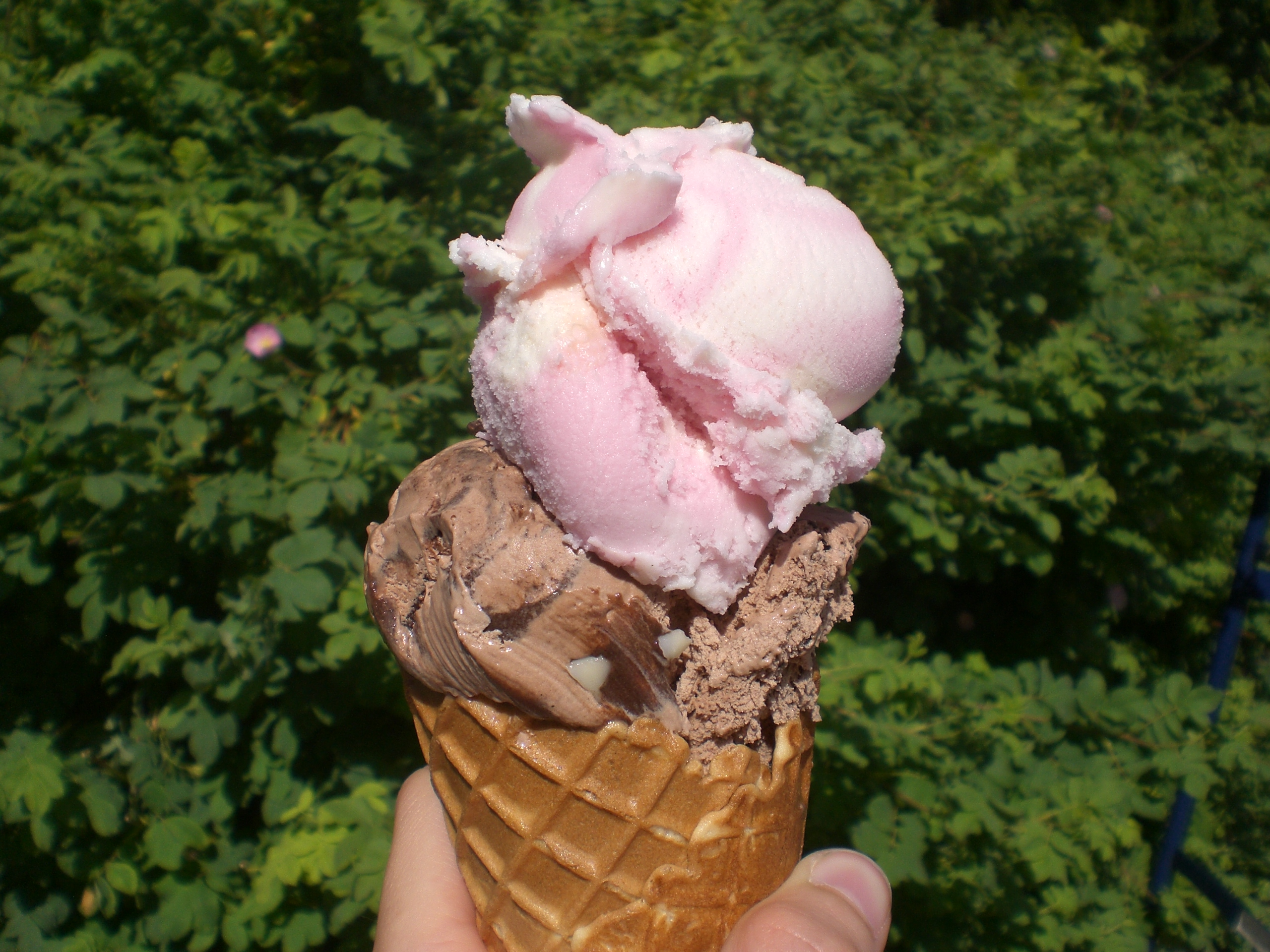
Gelato fatto con rose abbinato al cioccolato.

### Profumeria e dermatologia

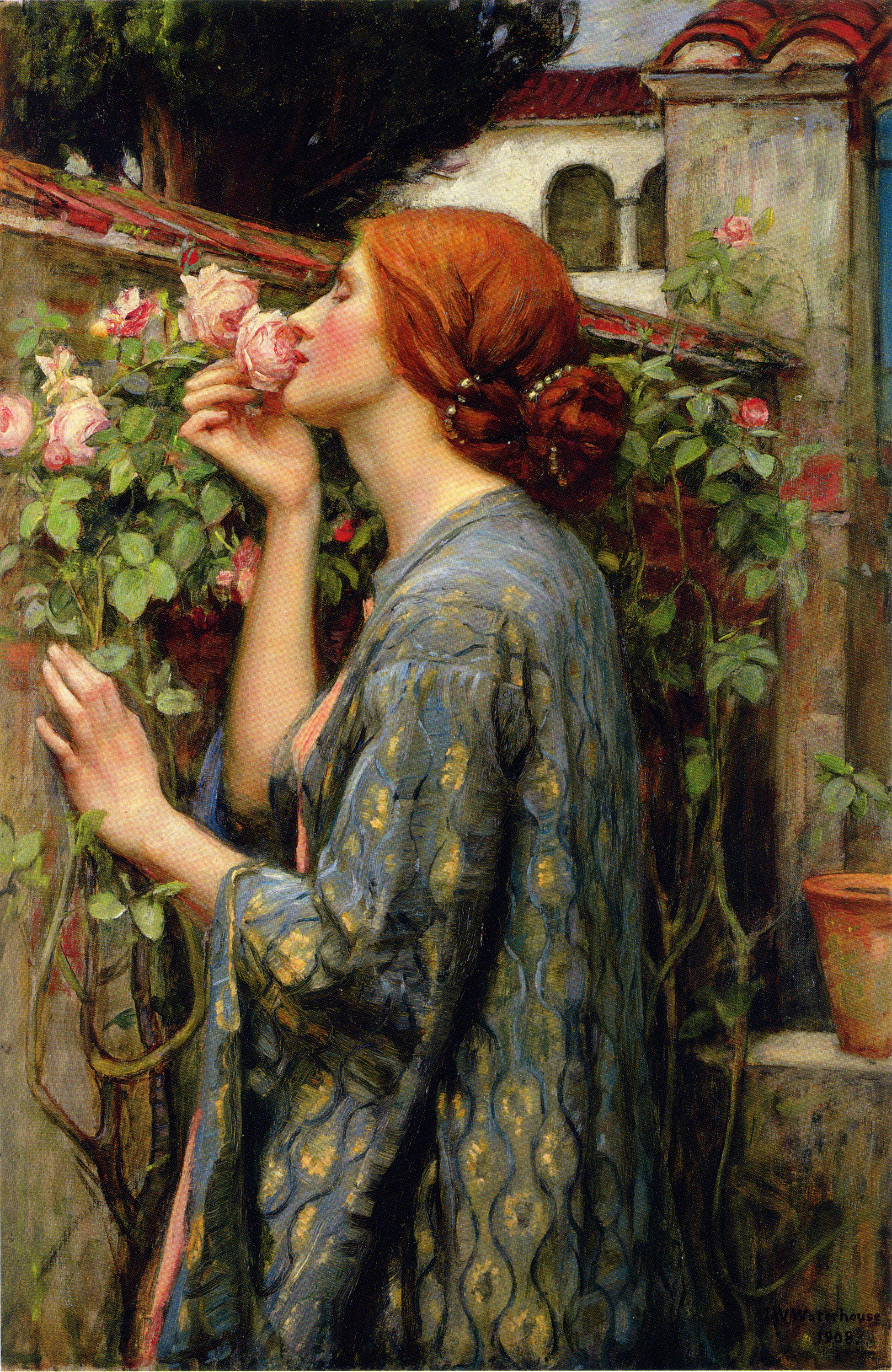
John William Waterhouse, The Soul of the Rose, 1908 circa, olio su tela, 88.2x59 cm. Collezione privata

Estratti di rose nobili trovano impiego in profumeria e dermatologia.
L'olio di rose è usato da tempo antichissimo, tanto che è ricordato nell'Iliade quando Afrodite cura le ferite di Ettore, ed era ottenuto tramite macerazione.
La distillazione ha origine principalmente in Persia, già nella prima metà del sec. IX d. C., fu introdotta nell'Europa occidentale da arabi e crociati.
La separazione dell'essenza di rose dall'acqua distillata fu eseguita per la prima volta in Europa, circa nel 1580, da Rossi e Della Porta.

## Metodi di coltivazione
Si adatta a qualunque tipo di terreno purché lavorato in profondità, ben concimato con stallatico maturo.
Le piante vengono collocate a dimora in autunno o alla fine dell'inverno nelle zone con forti geli, la concimazione si effettua all'inizio della ripresa vegetativa, incorporando nel terreno letame maturo.
La potatura delle piante è importantissima per una buona fioritura.
Le varietà rifiorenti non destinate alla forzatura si potano alla fine dell'inverno o inizio primavera, togliendo i rami vecchi e accorciando quelli nuovi e lasciando da 2 a 6 gemme per ramo a seconda del vigore e varietà; generalmente le potature energiche favoriscono la fioritura ad esclusione delle varietà molto vigorose per cui vale la regola contraria.
Nelle specie rifiorenti si eliminano man mano i rametti che hanno già fiorito per stimolare la produzione di nuovi fiori.
Le rose Polyantha vanno potate a fine inverno, dopo la prima fioritura di maggio e nelle fioriture successive fino all'autunno.
Le 'rose sarmentose' non rifiorenti, come gli ibridi di R. wichuraiana che hanno forti cacciate, lunghe anche alcuni metri, richiedono l'eliminazione dei rami di 3 anni, la curvatura delle cacciate di 1 anno, che fioriranno nell'anno successivo.
Le 'rose rampicanti' rifiorenti, vanno potate in base al vigore vegetativo, asportando i rami vecchi (legno vecchio) e raccorciando i rami nuovi.
La moltiplicazione avviene di norma per talea di getti dell'anno già lignificati e piantati in cassone a fine estate, o per innesto ad occhio vegetante in primavera estate.
Nelle coltivazioni industriali con le varietà coltivate per il fiore reciso, viene praticato l'innesto su soggetto R. indica var. major che fornisce al nesto il giusto vigore.
Per avere piante resistenti alla siccità o al gelo si utilizza come soggetto la R. canina ottenuta con la semina, ottenendo però oggetti poco vigorosi e a scarso sviluppo.

## Avversità
- Insetti

- - Emitteri

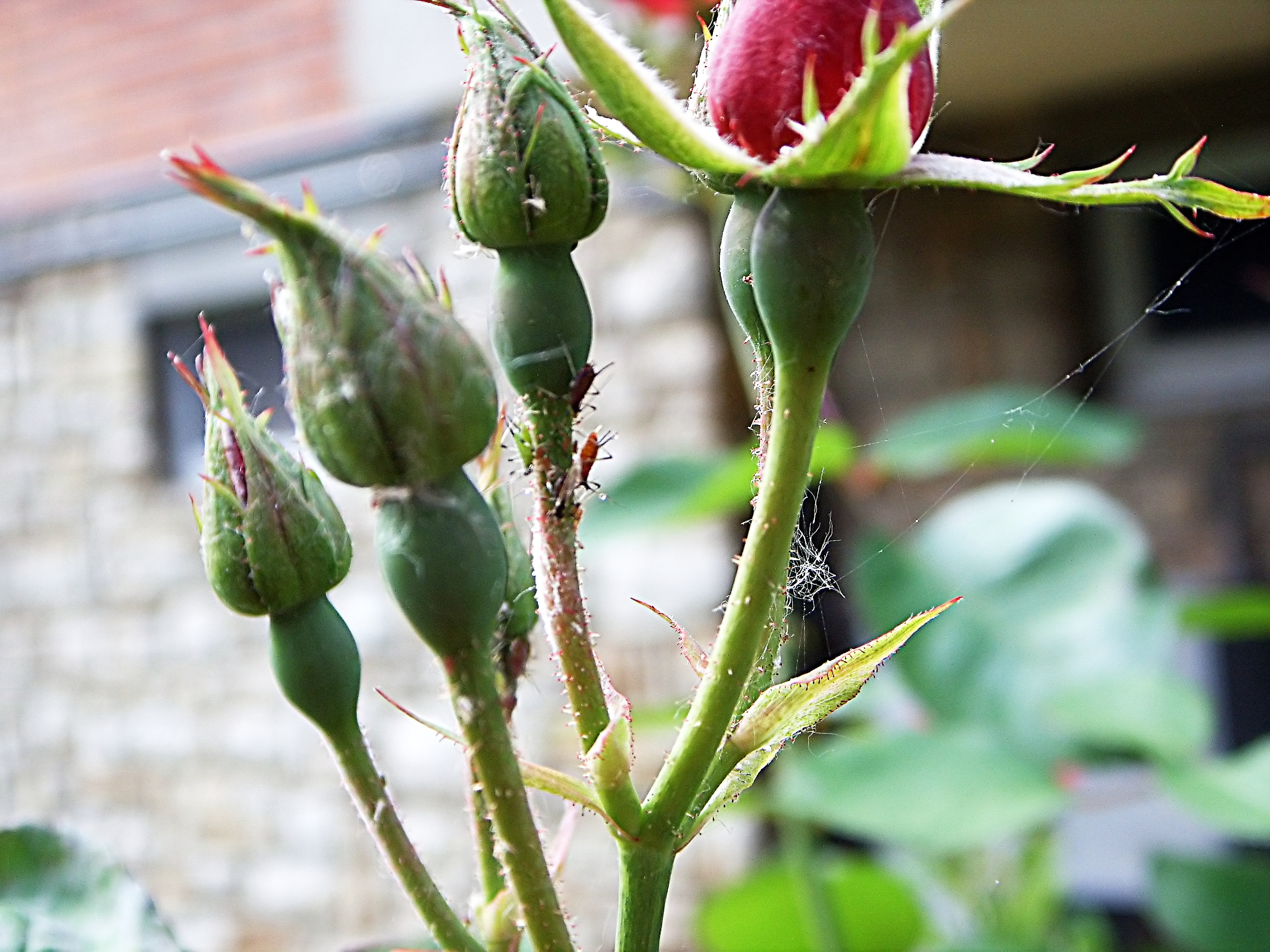
Boccioli di rosa attaccati da adulti di afide grande (Macrosiphum rosae)

    - Afide grande - adulti e neanidi di Macrosiphum rosae attaccano le parti più tenere della pianta, in special modo i boccioli
    - Bianca rossa - la specie Chrysomphalus dictyospermi attacca in numerose colonie rami e foglie, insediandosi lungo le nervature della pagina inferiore delle foglie causandone il disseccamento e la caduta.
    - Ceroplaste - adulti e larve di Ceroplastes rusci provocano grave deperimento di rametti e foglie con vistosi cali produttivi.
    - Cicalina - gli adulti di Typlocyba rosae determinano con le loro punture macchie disseccate
    - Cicalina verde - la femmina di Cicadella viridis danneggia i rametti incidendoli per l'ovideposizione
    - Cocciniglia - le piante dalla chioma troppo fitta vengono facilmente attaccate dalle femmine di Eulecanium corni che ricopre totalmente rami, getti e talvolta anche le foglie
    - Cocciniglia bianca - gli adulti di Aulacaspis rosae ricoprono quasi totalmente i rami
    - Cocciniglia gialla della Camelia - le femmine di Hemiberlesia camelliae ricoperte da uno scudetto giallastro, vive sulle foglie e sul fusto
    - Cocciniglia rossa forte - gli adulti di Aonidiella aurantii vivono sui rami
    - Cocciniglia di S. Josè - la specie Quadraspidiotus perniciosus infesta tutte le parti della pianta con una predilezione per i rami, che ricopre con una crosta fittissima di scudetti; le sue punture provocano macchioline rossastre sulla parte colpita, e un progressivo deperimento della pianta.
    - Cocciniglia violetta - nelle regioni meridionali d'Italia la Parlatoria oleae si fissa sugli organi epigei della pianta rivestendoli di scudetti di 1–2 mm
    - Iceria - vengono attaccati da Icerya purchasi la pagina inferiore delle foglie e i giovani rametti
    - Lecanio a barchetta - gli adulti di Eulecanium persicae infesta le parti meno soleggiate della chioma, disponendosi in lunghe file lungo i rami.
    - Pulvinaria - le larve di Pulvinaria vitis invadono foglie e giovani rametti, mentre gli adulti preferiscono i rami più grossi

  - Coleotteri
    - Agrilo verde - le larve di Agrilus viridis scavando numerose gallerie nel fusto portano ad un rapido deperimento della pianta; mentre gli adulti si cibano di foglie e fiori
    - Bostrico - le larve e gli adulti di Sinoxylon sex-dentatum scavano gallerie in ogni direzione che possono interessare tutto lo spessore del ramo che facilmente si spezza
    - Buprestide - gli adulti di Coroebus rubi rodono le foglie mentre le larve scavano gallerie nel fusto e nelle radici
    - Carruga - le larve di Phyllopertha horticola si nutrono di erodendo le radici
    - Cetonia dorata - gli adulti di Cetonia aurata erodono i petali e gli organi della riproduzione devastandoli
    - Cetoniella pelosa - l'adulto di Oxythyrea funesta divora i fiori
    - Gracilaria piccola - le larve di Gracilia minuta scavano gallerie irregolari nei rami
    - Vermi del Lampone - le larve di Byturus fumatus e Byturus tomentosus rodono gli organi interni, i petali e a volte i frutticini

  - Lepidotteri
    - Bombice antico - le larve pelosissime di Orgyia antiqua di colore grigio-brunastro rodono le foglie e i frutti
    - Bombice dispari - la larva di Lymantria dispar si nutre del lembo fogliare e delle gemme
    - Brotolomia - le larve di Brotolomia meticulosa attacca le foglie
    - Crisorrea - le larve nerastre di Euproctis chrysorrhoea vivono gregarie a spese delle foglie e dei fiori
    - Portesia - le larve nerastre di Porthesia similis si nutrono delle foglie
    - Tortricide - le larve di Agryrotoxa bergmananani riuniscono con fili sericei le foglie dei germogli costruendo dei nidi nei quali si cibano del parenchima fogliare

  - Imenotteri
    - Megachile - la femmina di Megachile centuncularis taglia porzioni circolari di foglia per la costruzione di nidi scavati nel terreno
    - Monofadno - le femmine di Monophadnus elongatulus depogono le uova alla base dei nuovi getti primaverili, producendo nel punto di introduzione un rigonfiamento, le larve maturando scavano gallerie per nutrirsi del midollo, risalendo verso l'alto, lasciandosi poi cadere al suolo per l'imbozzolamento
    - Rodite - la Rhodites rosae provoca ammassi di piccole galle rotonde, a volte anche di notevole dimensione, dure, legnose, che avvolgono il ramo come un manicotto, che presenta all'esterno lunghi filamenti muscosi di colore verdastro con sfumature rossastre
    - Tentredine - le larve grigio-verdastre di Arge rosae vivono gregarie sulle foglie divorandole, danneggiano anche i giovani rami; dannose anche le ferite prodotte dalle femmine all'atto dell'ovideposizione
    - Tentredine arrotolatrice - le larve di Blennocampa pusilla arrotolano il lembo fogliare erodendolo all'interno
    - Tentredine minatrice - le larve di Ardis brunniventris penetrano nei getti e scavano gallerie verso il basso, aprendo successivamente un foro per lasciarsi cadere sul terreno, provocando il disseccamento della porzione di ramo al di sopra della galleria
    - Tentredine nera - la larva di Cladius pectinicornis divora la pagina inferiore delle foglie, lasciando solo le nervature più grosse
- Funghi
  - Antracnosi - le foglie attaccate da Sphaceloma rosarum presentano macchie circolari di colore brunastro o porpora, con i margini più chiari, successivamente cadono
  - Cancro bruno - il fusto colpito da Cryptosporella umbrina presenta delle tacche brune al centro e porpora-scuro ai margini; anche le foglie colpite mostrano macchie più o meno grandi di colore porporino
  - Cancro comune dei rami - la Leptosphaeria coniothyrium provoca sui rami lesioni giallastre con sfumature rossastre che nel tempo si approfondiscono screpolandosi e schiarendosi
  - Cancro d'innesto - il punto d'innesto colpito dal Cylindrocladium scoparium presenta la corteccia di aspetto edematoso, con possibile morte della parte superiore
  - Cercosporiosi - i tessuti interessati dall'attacco di Cercospora rosicola presentano macchie bruno-giallognole rotondeggianti isolate che col tempo confluiscono assumendo una colorazione giallo-ocra, cosparse di puntini nerastri fuligginosi; successivamente i tessuti disseccano

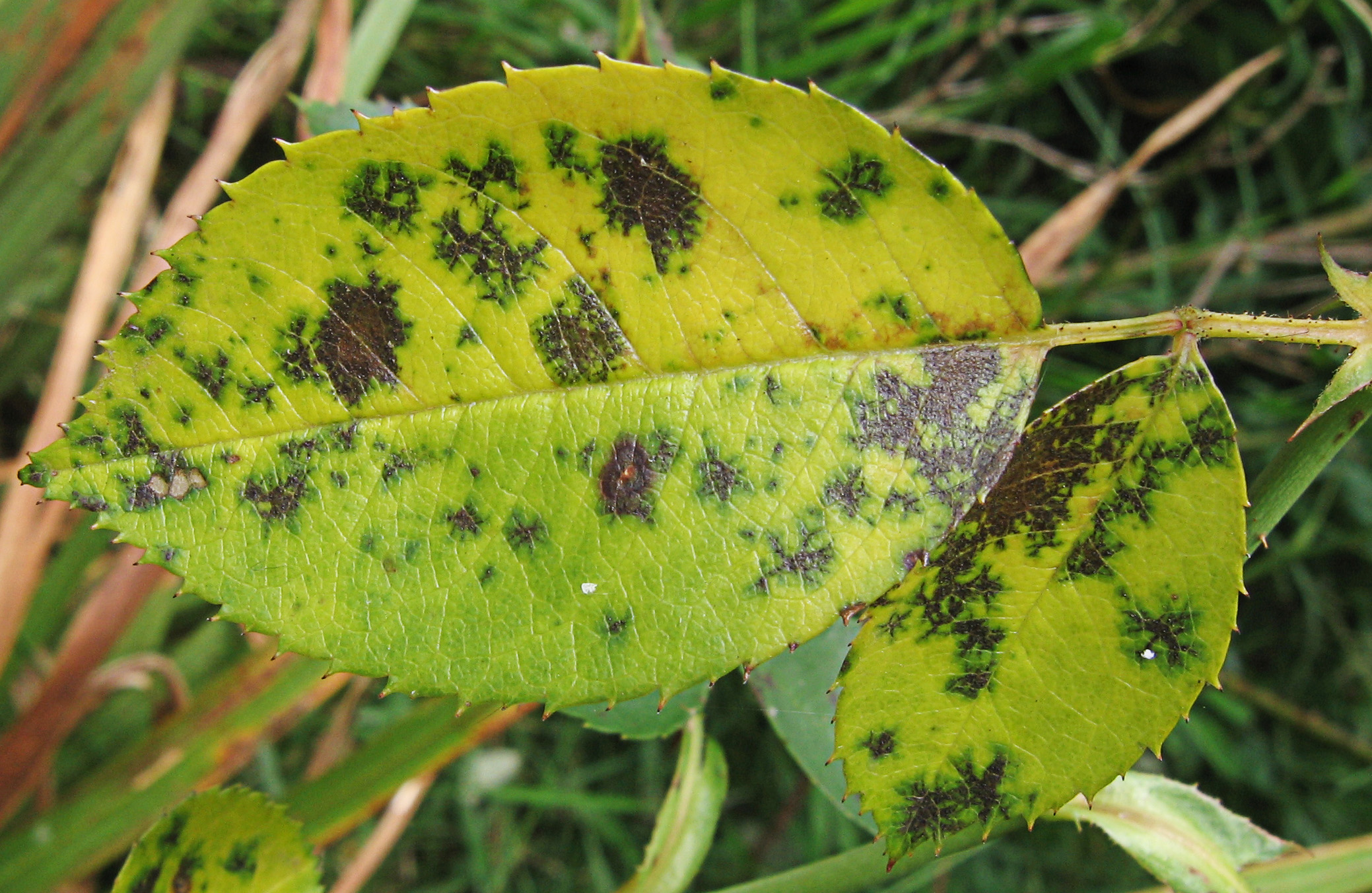
Foglie colpite da macchia nera (Diplocarpon rosae).

- - Maculatura nera - le foglie attaccate da Diplocarpon rosae presentano macchie nere tondeggianti o rotonde, isolate o confluenti, sfrangiate, con la caduta precoce delle foglie e la compromissione della vegetazione e fioritura
  - Marciume dei boccioli - i boccioli attaccati dalla Sclerotinia libertiana si ricoprono copiosamente di muffa grigia, che ricopre petali, calice e pedicello floreale, con conseguente imbrunimento e piegatura dei boccioli; l'infezione è favorita dal clima umido
  - Marciume dell'innesto - la Chaloropsis thielavioides danneggia gli innesti ricoprendo la superficie del taglio con uno strato fungino inizialmente bianco-grigiastro che nel tempo assume un colore olivastro e infine nero; a volte danneggia le radici delle rose stoccate nei magazzini
  - Marsonina - le foglie attaccate da Marssonina rosae presentano macchie nerastre tondeggianti, isolate o confluenti, sfrangiate, con la caduta precoce delle foglie e la compromissione della fioritura e vegetazione
  - Oidio - l'attacco di Sphaerotheca pannosa provoca malformazioni delle foglie che presentano aree clorotiche, spesso ricoperte da una polvere biancastra; dei nuovi getti che presentano sviluppo stentato ricoperti da uno spesso feltro miceliale.
  - Peronospora - l'infezione di Peronospora sparsa causa macchie a forma variabile di colore bruno con orli più scuri, sulla pagina superiore delle foglie, e in corrispondenza sulla pagina inferiore si sviluppa una muffa bianca che può espandersi sul peduncolo e i boccioli, facendo disseccare rapidamente i sepali, con una vegetazione stentata e fioritura compromessa
  - Ruggine - l'attacco di Phragmidium subcorticium provoca sulla lamina fogliare macchie gialle dai contorni netti, spigolosi e confluenti, con comparsa sulla pagina inferiore di pustoline giallastre che via via imbruniscono con un aspetto polverulento; su rami e germogli provoca invece macchie larghe, bollose di colore giallo-rossastro
- Virus
  - Mal della striscia - causa strisce giallastre sinuose sulla lamina fogliare, provoca frequentemente anche una maculatura clorotica irregolare o uno scolorimento dei tessuti clorenchimatici adiacenti alle nervature.

## Simbologia

### La rosa e il Rosario
Nella religione cattolica la rosa è simbolicamente una componente della corona del santo Rosario, essendo il fiore molto vicino alla Vergine Maria insieme al quale è stata in molte occasioni rappresentata. Nella storia si riporta che Beato Angelico ebbe una visione mentre era per strada recitando il Rosario; vide apparire la Santa Vergine in compagnia di uno stuolo di angeli che cantavano e lodavano la Vergine intrecciando una corona di rose. Meravigliato per quella visione, interruppe la preghiera, e gli angeli si fermarono, quando riprese a pregare vide che ad ogni Ave gli angeli inserivano una rosa nella corona da offrire a Maria.
La Madonna del Rosario è una delle tradizionali raffigurazioni nelle quali la Chiesa cattolica venera Maria: la Vergine è rappresentata con una veste azzurra e una corona del Rosario tra le mani.

### La rosa: la Vergine Maria, le iconografie cattoliche

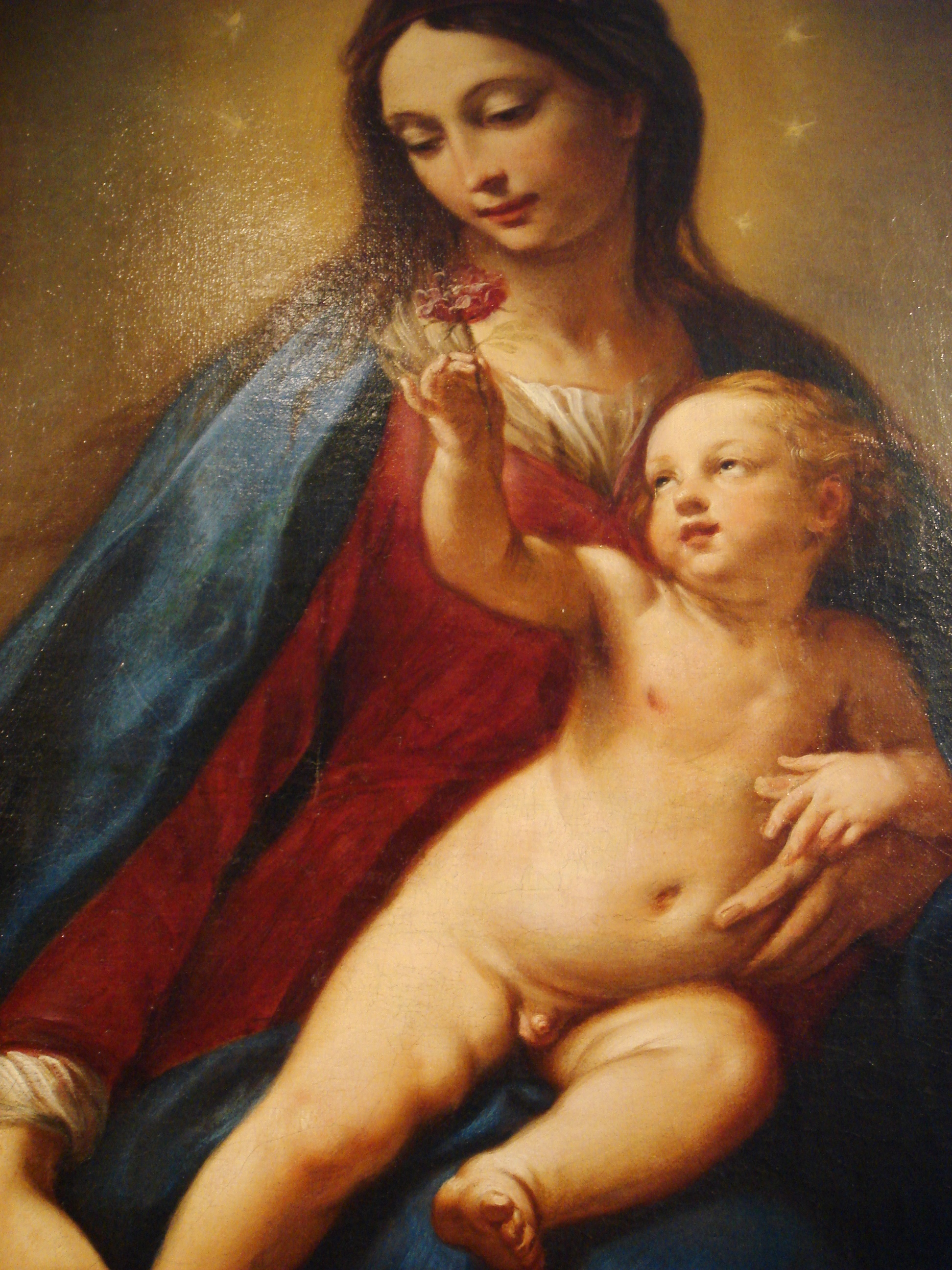
Elisabetta Sirani, Madonna della rosa (dettaglio), 1661, Museo di Stato di San Marino.

Nelle litanie lauretane Maria è definita anche Rosa mistica.
In molti luoghi di culto compare la denominazione della rosa: Madonna del Roseto, Madonna delle Rose, Santa Maria della Rosa, e simili.
Le raffigurazioni di santi si avvalgono di attributi che li identificano, ed è possibile trovare le rose nelle iconografie delle seguenti sante:
santa Elisabetta d’Ungheria, santa Elisabetta del Portogallo, santa Cecilia, santa Rita, santa Rosa da Lima, santa Rosa da Viterbo, santa Rosalia, santa Teresa di Lisieux, santa Zita.
Le rose scolpite sui confessionali sono simbolo del sacro vincolo della segretezza che ogni sacerdote deve mantenere nei riguardi dei penitenti che si rivolgono a lui nella confessione, infatti la locuzione latina “sub rosa” aveva appunto il significato di una cosa rivelata in assoluta segretezza e confidenza.

## La rosa nella letteratura
- Omero disse che Aurora, dea del mattino, con "dita di rosa" dipinge di colore il mondo ad ogni alba.
- Saffo, Catullo e Virgilio ne erano affascinati.
- È il fiore di Venere (con serti di rose e mirto si cingevano le sue statue) e, secondo le antiche fonti, il suo colore era bianco, diventato rosso per intervento divino.
- Nell'antica Roma, Marte, il dio della guerra, nacque da una rosa.
- "Una rosa con un altro nome avrebbe il medesimo profumo", scrisse Shakespeare.
- Dante paragonò l'amore paradisiaco al centro di una rosa, la Candida Rosa dei beati.
- Il componimento giullaresco Rosa fresca aulentissima di Cielo d'Alcamo (secolo XIII).
- "Stat rosa pristina nomine, nomina nuda tenemus", variazione dal verso I, 952 del poema De contemptu mundi di Bernardo di Cluny, frase con cui Umberto Eco termina il suo romanzo Il nome della rosa.
- La rosa è uno dei simboli del romanzo Il piccolo principe di Antoine de Saint-Exupéry.

## Galleria d'immagini

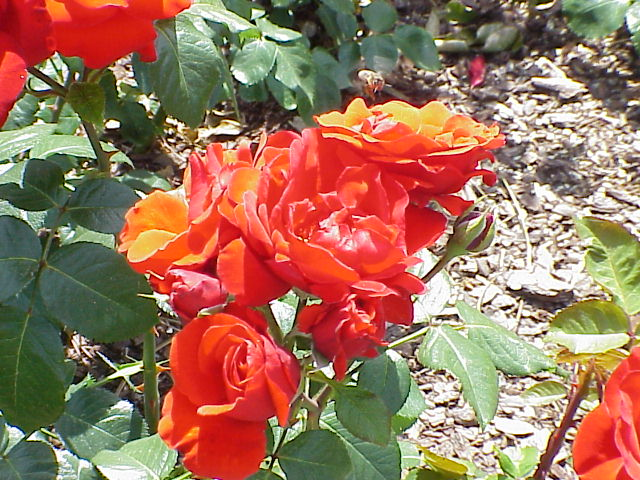
Chorus, Meilland 1975
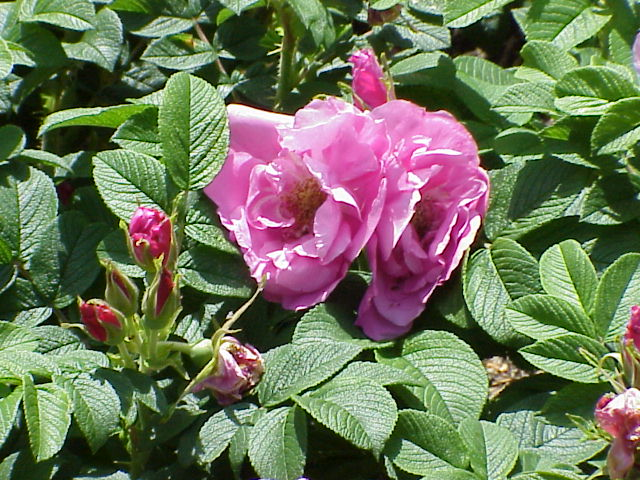
Foxi, Tantau/Uhl 1993
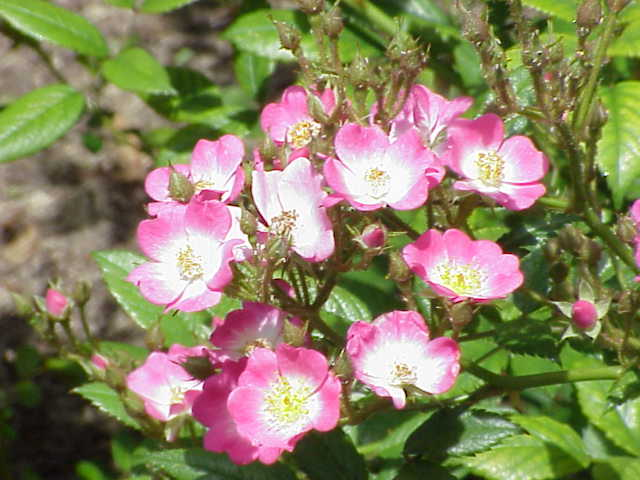
Rosa Ballerina, Bentall 1937
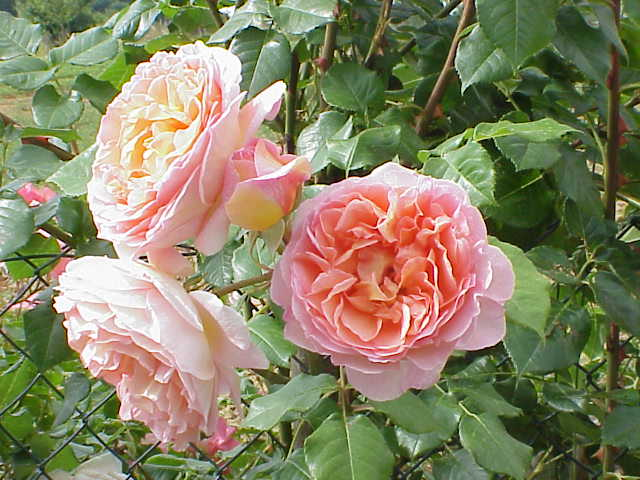
Abraham Darby, Austin 1985
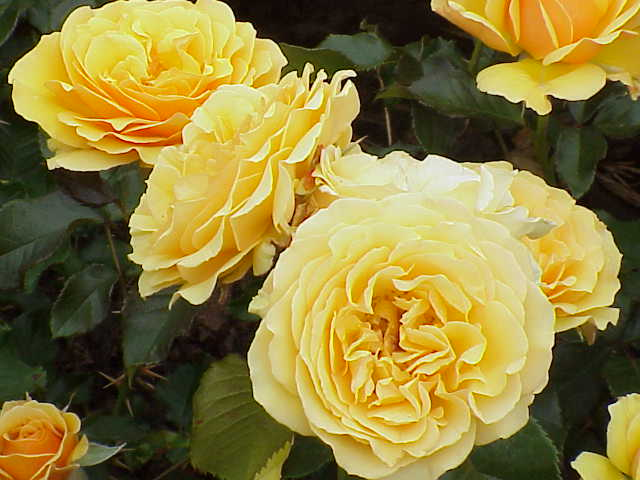
Amber Queen, Harkness 1984
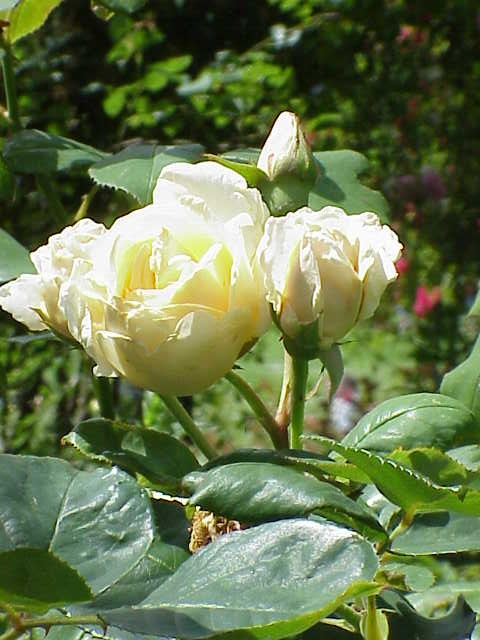
Bouquet d´Or, Bucher 1872
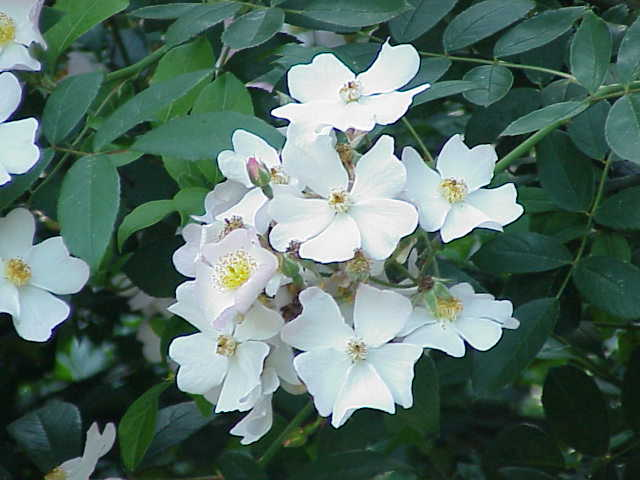
Francis E. Lester, Lester, USA, 1946
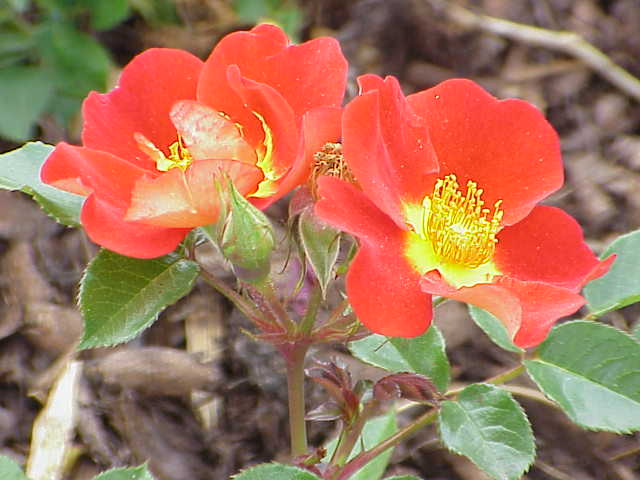
Interbricor, Interplant 1998
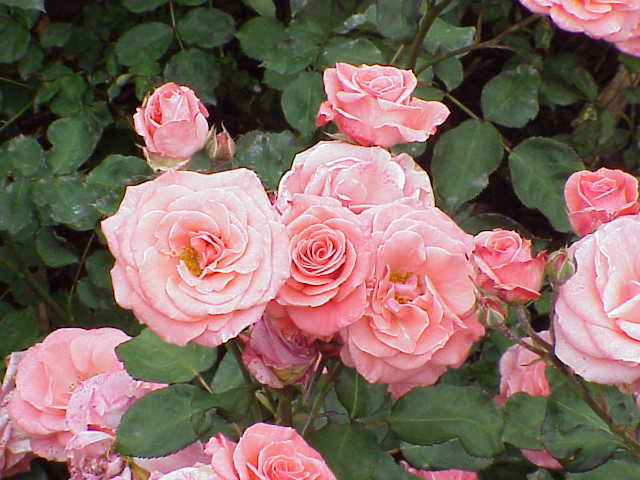
Marion, de Ruiter 1956
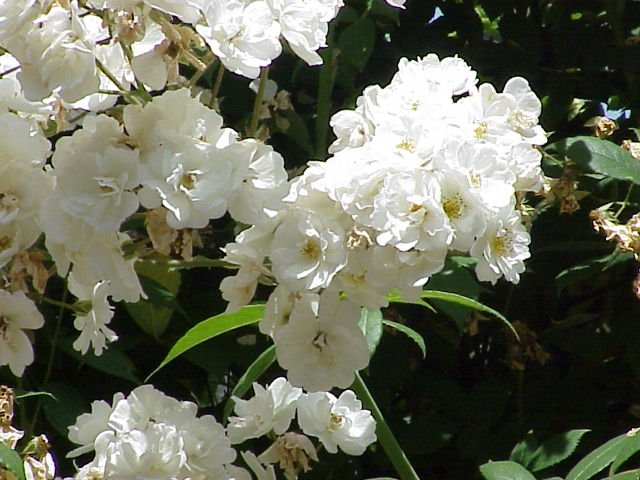
Rambling Rector, Daisy Hill, Irlanda del Nord, 1900 circa
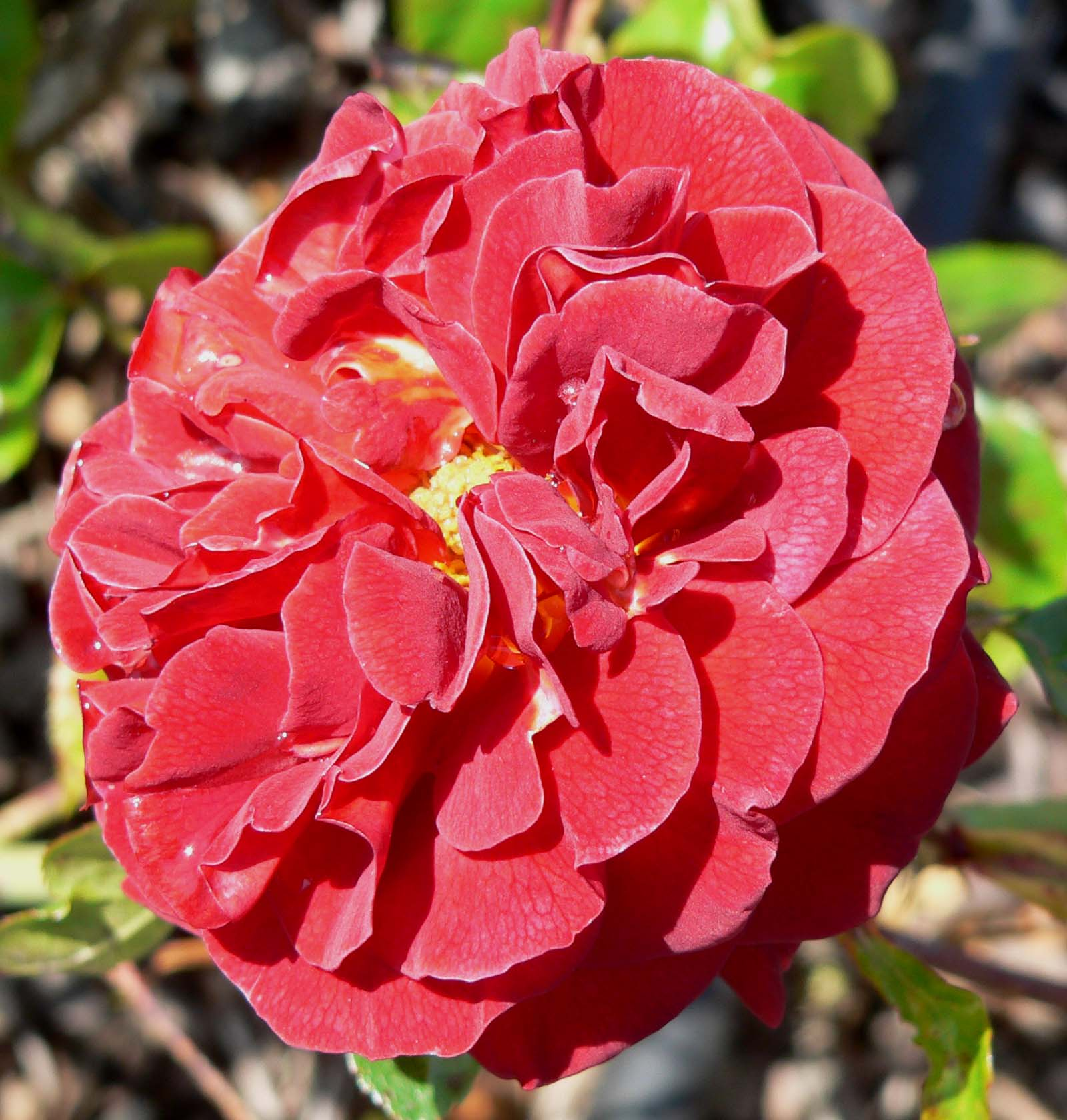
Rosa Brown Velvet, McGredy, Nuova Zelanda, 1983
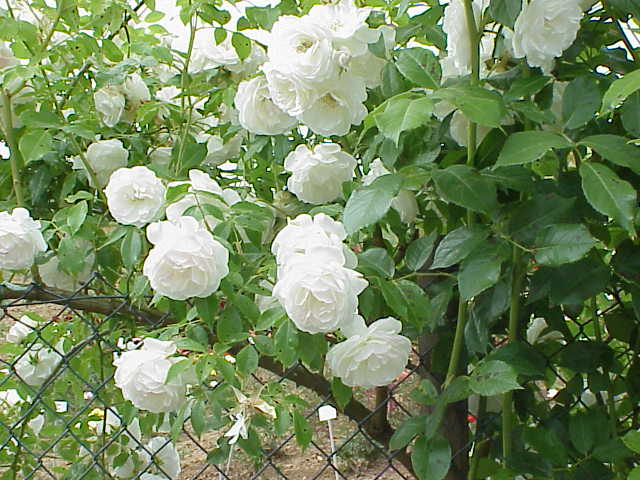
Climbing Schneewittchen, Cants, Inghilterra, 1968 meglio conosciuta come "Iceberg" rampicante, in francese "Fée des neiges"